# John Churchill, Công tước thứ 1 xứ Marlborough
Đại tướng John Churchill, Công tước thứ 1 xứ Marlborough, Thân vương thứ 1 xứ Mindelheim, Bá tước thứ 1 xứ Nellenburg, Thân vương của Đế quốc La Mã Thần thánh, KG PC (26 tháng 5 năm 1650 – 16 tháng 6 năm 1722 O.S.) là một quân nhân và chính khách người Anh mà sự nghiệp đã trải qua năm triều đại. Xuất thân là người hầu trong cung đình Nhà Stuart, ông phục vụ James, Công tước xứ York trong thập niên 1670 và đầu những năm 1680, nhanh chóng thăng tiến trong cả quân đội lẫn chính trường nhờ lòng can đảm và năng lực ngoại giao. Vai trò của Churchill trong việc đánh bại cuộc Khởi nghĩa Monmouth năm 1685 đã giúp đảm bảo ngai vàng cho James, nhưng chỉ 3 năm sau ông từ bỏ nhà bảo trợ theo Công giáo này để theo một người Kháng Cách Hà Lan, Willem xứ Oranje. Được tưởng thưởng vì giúp William đăng quang bằng tước hiệu Bá tước xứ Marlborough, ông phục vụ với thành tích xuất sắc những năm đầu Chiến tranh Chín năm, nhưng những cáo buộc ông theo phái Jacobite đã khiến ông mất chức và bị tống giam tạm thời tại Tháp Luân Đôn. Chỉ đến khi Nữ vương Anne I lên ngôi năm 1702, Marlborough mới trở lại đỉnh cao quyền lực và đảm bảo được danh vị và tài sản.
Hôn nhân của ông với Sarah Jennings, một người phụ nữ nóng nảy và bạn thân của Anne, đem lại nhiều lợi ích cho Marlborough, đầu tiên là chức Tổng tư lệnh Quân đội Anh, sau đó là tước hiệu Công tước xứ Marlborough năm 1702. Trở thành tổng chỉ huy trên thực tế của quân đội Liên minh trong Chiến tranh Kế vị Tây Ban Nha, những chiến thắng của ông tại một loạt các trận quan trọng đưa ông trở thành một trong những vị tướng vĩ đại nhất của lịch sử châu Âu. Nhưng quan hệ sóng gió giữa vợ ông với Nữ hoàng, khiến bà này bị đuổi khỏi cung đình, một lần nữa khiến sự nghiệp của ông vào chỗ suy vong. Bị Anne thất sủng và mắc kẹt giữa các đảng Tory và Whig, Marlborough bị cách chức và buộc phải tự lưu đày. Cuối đời, ông trở lại nước Anh và lấy lại ảnh hưởng khi Nhà Hanover nắm quyền ở Anh với vua George I lên ngôi năm 1714.
Tham vọng không ngừng gia tăng của Marlborough khiến ông trở thành người giàu nhất trong số các thần dân dưới triều Anne. Những mối quan hệ gia đình khiến ông can dự vào chính trường châu Âu (chị gái ông, Arabella trở thành tình nhân của James II và con của họ, Công tước xứ Berwick, trở thành Nguyên soái của Louis XIV). Trong khi đó, việc ông lãnh đạo thành công quân đội Liên minh đã đánh dấu sự trỗi dậy của nước Anh với tư cách một cường quốc hàng đầu. Đồng thời với việc duy trì sự thống nhất giữa các đồng minh hiềm khích với nhau, ông cũng tổ chức quân đội Anh tới một mức độ kỷ luật chưa từng thấy từ thời Trung Cổ.

## Tuổi trẻ (1650-1678)

### Nhà Ashe

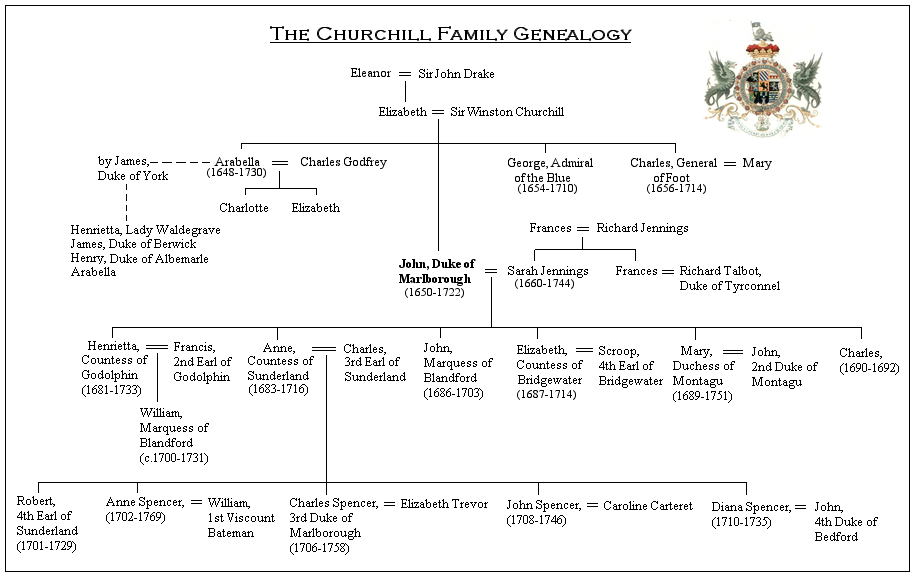
Phả hệ của Công tước Marlborough. Vì công tước thứ nhất không có con trai thừa kế nào, Henrietta trở thành Nữ công tước Marlborough thứ hai. Khi bà mất vào năm 1733, con trai của Anne là Charles thừa kế danh hiệu này.

John Churchill sinh ra trong một gia đình quý tộc sa sút sinh sống ở gia trang Ashe ở xã Musbury, hạt Devon. Cha ông, Winston Churchill, là một kỵ sĩ tham gia vào phe Bảo hoàng chiến bại trong Nội chiến Anh và theo thỏa ước đình chiến, buộc phải nộp một khoản chuộc tội khá lớn 446,18 bảng Mặc dù tới năm 1651 Winston cuối cùng cũng trả được khoản phạt, nó cũng làm kiệt quệ gia tài của người đội trưởng kỵ binh cựu Bảo hoàng, người mang khẩu hiệu Fiel Pero Desdichado (Trung thành nhưng Bất hạnh) mà đến nay gia tộc Churchill vẫn duy trì. Winston và người vợ Elizabeth sinh ít nhất 9 người con, nhưng chỉ 5 người không bị chết yểu. Con gái cả Arabella sinh ngày 28 tháng 2 năm 1640; John là con trai trưởng, sinh ngày 26 tháng 5 năm 1650 (lịch Julius). Hai em trai của John, George và Charles về sau đều trở thành đại tướng và đô đốc trong quân đội Anh.
Các ghi chép cho biết rất ít về tuổi thơ của John Churchill, nhưng việc lớn lên trong cảnh gia đình túng bấn, cùng những căng thẳng nội bộ do những đấu tranh phe phái đương thời, có thể đã có ấn tượng lâu dài lên chàng trai John Churchill trẻ tuổi. Hậu duệ mang tên cha ông và là người viết tiểu sử của ông, Thủ tướng Winston Churchill cho rằng hai ấn tượng chính có thể là nỗi căm ghét cảnh nghèo khổ và nhu cầu che giấu suy nghĩ và cảm giác của mình với những người xung khắc.
Việc vua Charles II phục hồi nền quân chủ năm 1660 khiến vận may Winston Churchill trở lại, nhưng không đưa ông tới chỗ giàu có. Năm 1661, Winston trở thành đại biểu Hạ viện cho thị trấn Weymouth, và như một ân huệ hoàng gia bù đắp cho những mất mát do nội chiến, ông được bổ nhiệm làm ủy viên tòa án về đất đai của Ireland năm 1661. Gia đình chuyển tới Dublin nơi John vào học tại Trường tự do Dublin; nhưng năm 1664 Winston được triệu hồi làm Trợ lý Tổng quản Hoàng gia tại Cung điện Whitehall, và John chuyển vào học tại trường tư St Paul ở Luân Đôn. Bản thân vua Charles cũng đang thiếu thốn nên các khoản thưởng cho các cựu kỵ sĩ trung thành như Winston rất ít ỏi, nhưng vị vua tiêu pha hoang tàng này có thể cho họ những thứ không tốn ông ta một xu, chẳng hạn những vị trí trong triều đình cho con cháu họ. Do đó năm 1665 Arabella trở thành hầu nữ chính thức (tiếng Anh: maid of honour) cho Anne Hyde, Nữ công tước xứ York. Ít lâu sau John trở thành người hầu cho chồng Anna, Công tước James xứ York, em trai của nhà vua.

### Buổi đầu binh nghiệp

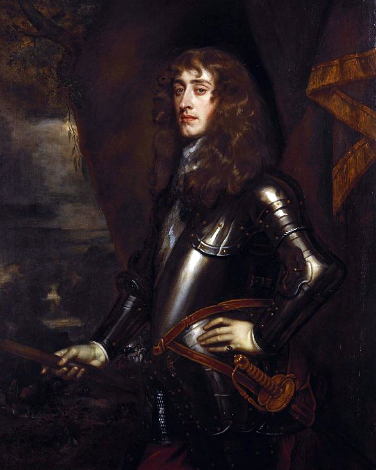
James, Công tước York, tranh vẽ của Peter Lely, 1665. James, về sau trở thành Vua James II, từng là nhà bảo trợ cho Marlborough ban đầu.

Tham vọng quân sự và hàng hải của Công tước xứ York có ảnh hưởng mạnh mẽ lên John Churchill. Thường hộ tống công tước duyệt binh ở công viên hoàng gia, John quyết tâm lập công danh bằng binh nghiệp. Ngày 14 tháng 9 năm 1667, John nhận quân hàm thiếu úy trong Ngự lâm quân trong Trung đoàn Cận vệ số 1, tiền thân của Vệ binh Hoàng gia Anh. Năm 1668 Churchill được cử tới đồn trú ở Tangier thuộc Bắc Phi, nơi Anh mới thu được như vật hồi môn của Catarina Henriqueta của Bồ Đào Nha vừa trở thành hoàng hậu của Charles II. Churchill lưu lại đây 3 năm, thu được nhiều kinh nghiệm chiến trường và huấn luyện chiến thuật từ những cuộc chạm trán với người Moor.
Trở lại Luân Đôn tháng 2 năm 1671, phong cách hào hoa và vẻ điển trai của Churchill đã sớm lôi cuốn một trong những tình nhân nhiều ảnh hưởng nhất của nhà vua, Barbara Villiers, Công tước thứ 1 xứ Cleveland. Nhưng mối quan hệ đó cũng gây ra nguy hiểm; một ghi chép nói rằng có lần Churchill tụt khỏi giường Barbara trốn vào trong tủ khi Charles tới nhưng bị nhà vua phát hiện, ông nói "Mi là một thằng nhãi ranh, nhưng ta tha thứ cho bởi mi làm thế để kiếm miếng bánh mì." Mặc dù câu chuyện có phần đáng ngờ (một phiên bản khác nói rằng Churchill nhảy qua cửa sổ), nhưng dư luận nhìn chung tin rằng ông là cha đẻ của con gái Barbara, Công nương Barbara FitzRoy sinh năm 1672, dù cho Churchill không bao giờ công nhận.

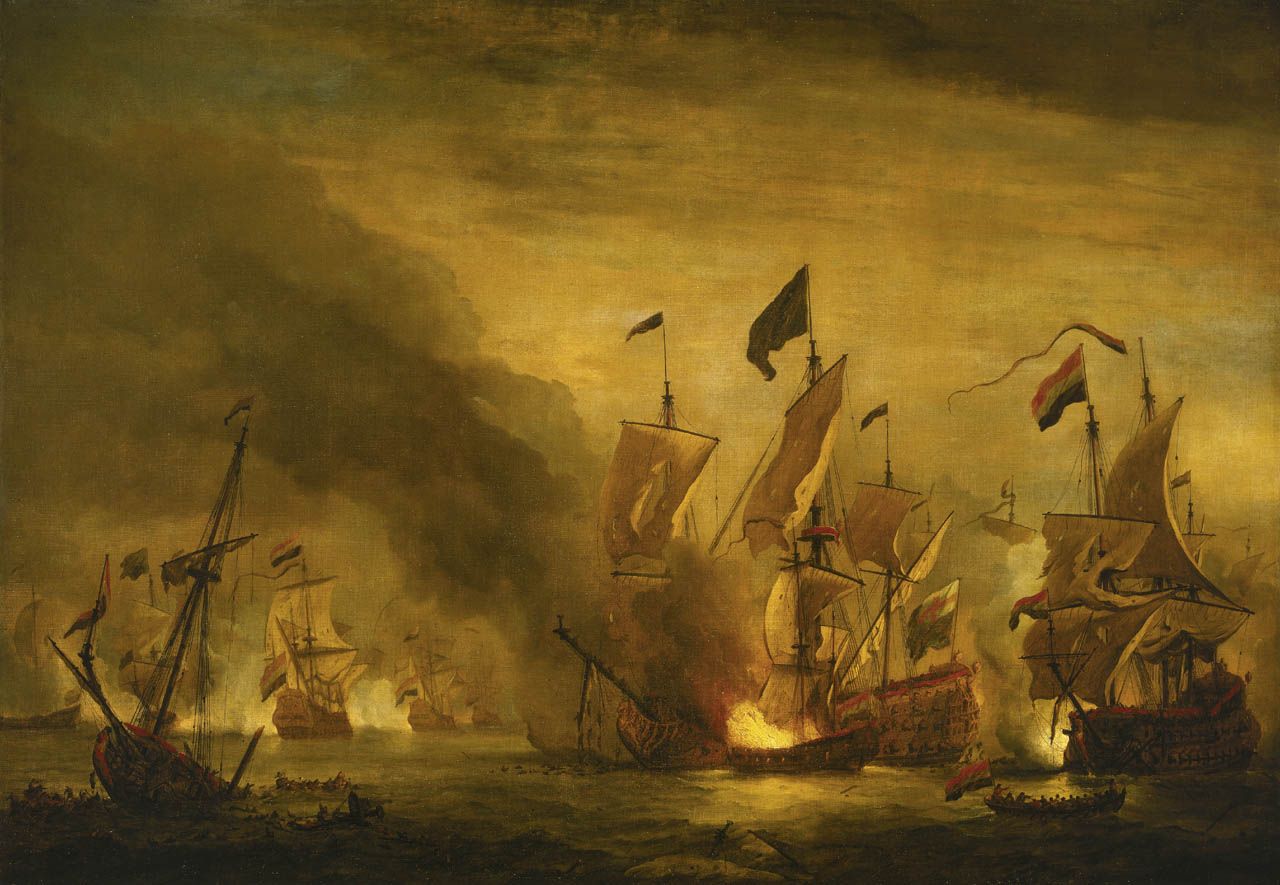
Trận Solebay, tranh vẽ của Willem van de Velde the Younger. Churchill học được từ trận này tính bất trắc và may rủi trong chiến tranh trên biển.

Năm 1672 Churchill tham gia hải quân, đánh nhau với quân Hà Lan trong trận Solebay ngoài bờ biển Suffolk tháng 6 năm đó. Những hành vi dũng cảm trên kỳ hạm của Công tước xứ York, HMS Prince, khiến cho Churchill được thăng vượt cấp lên thành thuyền trưởng (đại tá hải quân) trong Trung đoàn Đô đốc. Năm sau (1673) Churchill tiếp tục nhận khen thưởng khi tham gia vào một đội tiên phong đột kích 30 người, chiếm đóng và cố thủ thành công một phần pháo đài tại trận Maastricht. Ông trở thành nổi tiếng vì cứu mạng Công tước xứ Monmouth và bị một vết thương nhẹ. Ông không chỉ được hoàng gia Anh ghi nhận mà cả vua Louis XIV của Pháp cũng ban lời khen ngợi trực tiếp, từ đó có được danh tiếng trong và ngoài quân đội.

### Hôn nhân và gia đình

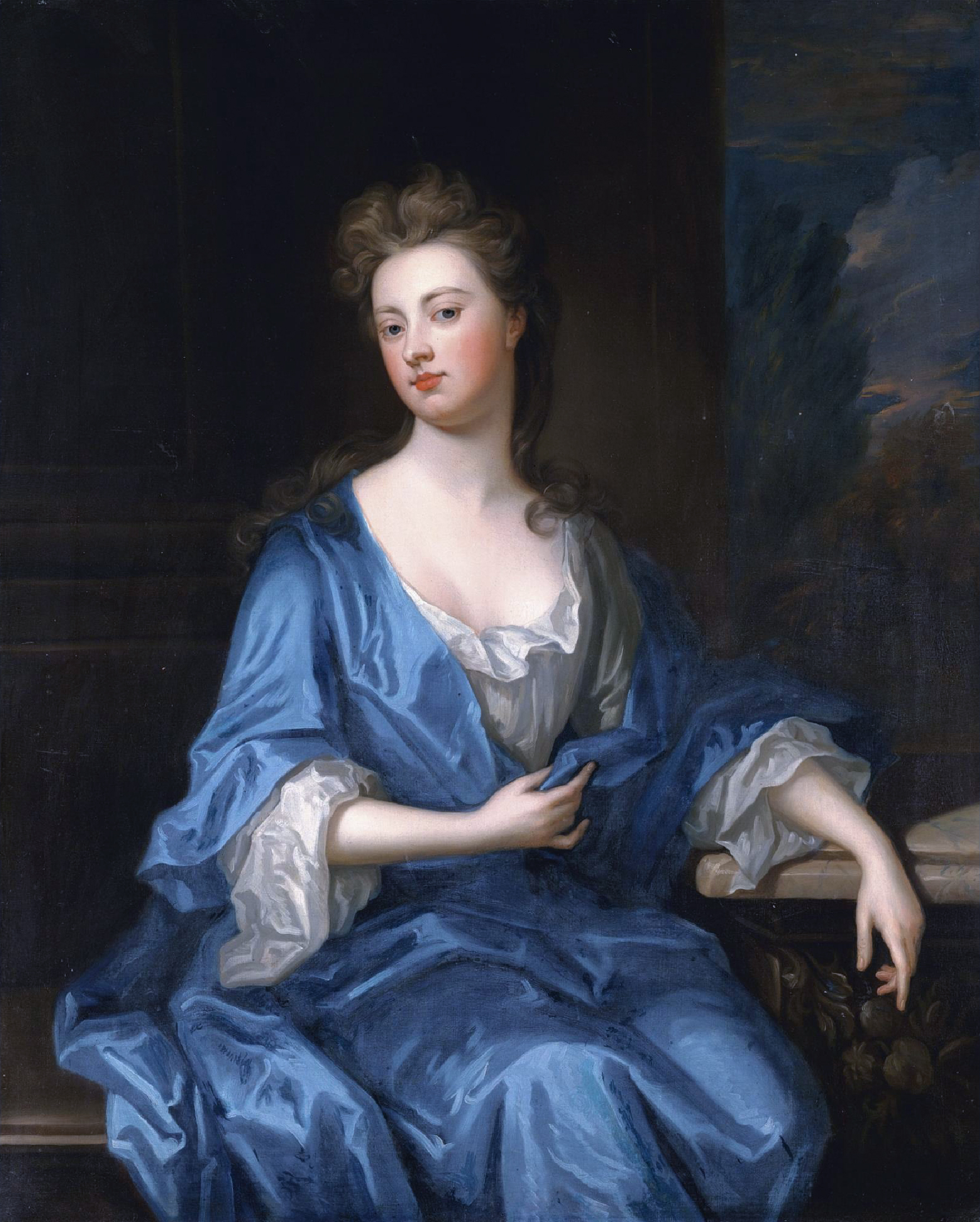
Sarah Jennings, Công tước phu nhân xứ Marlborough, tranh của Godfrey Kneller.

Khi trở lại St. James, Churchill bị thu hút bởi một thiếu nữ mới tới triều đình tên là Sarah Jennings Sarah có xuất thân rất giống với Churchill: gia đình quý tộc nhỏ, cha mất khi cô lên 8, được tưởng thưởng vì lòng trung thành với nhà Stuart bằng việc trở thành người hầu cho Mary của York, vợ thứ hai của Công tước York. Sarah mới khoảng 15 tuổi vào năm 1675 khi gặp Churchill, và đã lập tức khiến Churchill mê đắm bởi vẻ ngoài và sự duyên dáng. Ban đầu những lời bày tỏ đắm đuối của Churchill bị nghi ngờ, bởi người tình cũ là Barbara mới chuyển tới Paris khiến cho Sarah có thể cảm thấy mình như một tình nhân thế chân hơn là một hôn thê. Tuy nhiên cuối cùng nhiều tháng tán tỉnh cũng giúp Churchill thành công. Mặc dù Winston mong con trai mình lấy Catherine Sedley giàu có hơn, Đại tá Churchill vẫn lấy Sarah vào khoảng mùa đông năm 1677-1678, có lẽ trong gia tư của Nữ công tước xứ York.
John và Sarah có cả thảy 7 người con:
- Công nước Harriet Churchill (tháng 10 năm 1679-khoảng 1698)
- Henrietta Churchill, Công tước thứ 2 xứ Marlborough (19 tháng 7 năm 1681 – 24 tháng 10 năm 1733)
- Anne Churchill, Bá tước phu nhân xứ Sunderland (27 tháng 2 năm 1683 – 15 tháng 4 năm 1716)
- John Churchill, Hầu tước xứ Blandford (13 tháng 2 năm 1686 – 20 tháng 2 năm 1703)
- Elizabeth Churchill, Bá tước phu nhân xứ Bridgewater (15 tháng 3 năm 1687 – 22 tháng 5 năm 1751)
- Mary Churchill (15 tháng 7 năm 1689 – 14 tháng 5 năm 1719)
- Đức ngài Charles Churchill (19 tháng 8 năm 1690 – 22 tháng 5 năm 1692)

## Những năm khủng hoảng (1678-1700)

### Phục vụ trong ngành ngoại giao
Dưới thời Bá tước Danby chính phủ Anh bấy giờ tiến hành một cuộc tái tổ chức và chuẩn bị chiến tranh chống lại người Pháp. Mối liên minh mới với Hà Lan, cùng với quân đội Anh lớn mạnh mở ra những triển vọng quan trọng cho Churchill trong lĩnh vực quân sự và ngoại giao. Tháng 4 năm 1678, Churchill (đồng hành với người bạn và là một chính khách đang lên, Sidney Godolphin), đi tới La Hay để đàm phán một thỏa thuận triển khai quân Anh ở xứ Vlaanderen. Chuyến đi thất bại vì Charles II ngấm ngầm đi dây với vua Pháp, nhưng đem lại thành công cá nhân cho Churchill khi thiết lập mối quan hệ với Willem III xứ Oranje, người đặc biệt ấn tượng với sự sắc sảo và nhã nhặn trong kĩ năng thương thuyết của Churchill. Vào tháng 5 năm đó, Churchill được bổ nhiệm làm Chuẩn tướng bộ binh, nhưng hi vọng khuấy động chiến tranh trở thành ảo tưởng khi các đảng phái Hà Lan quyết định hòa đàm với Pháp, dẫn tới Hiệp ước Nijmegen.

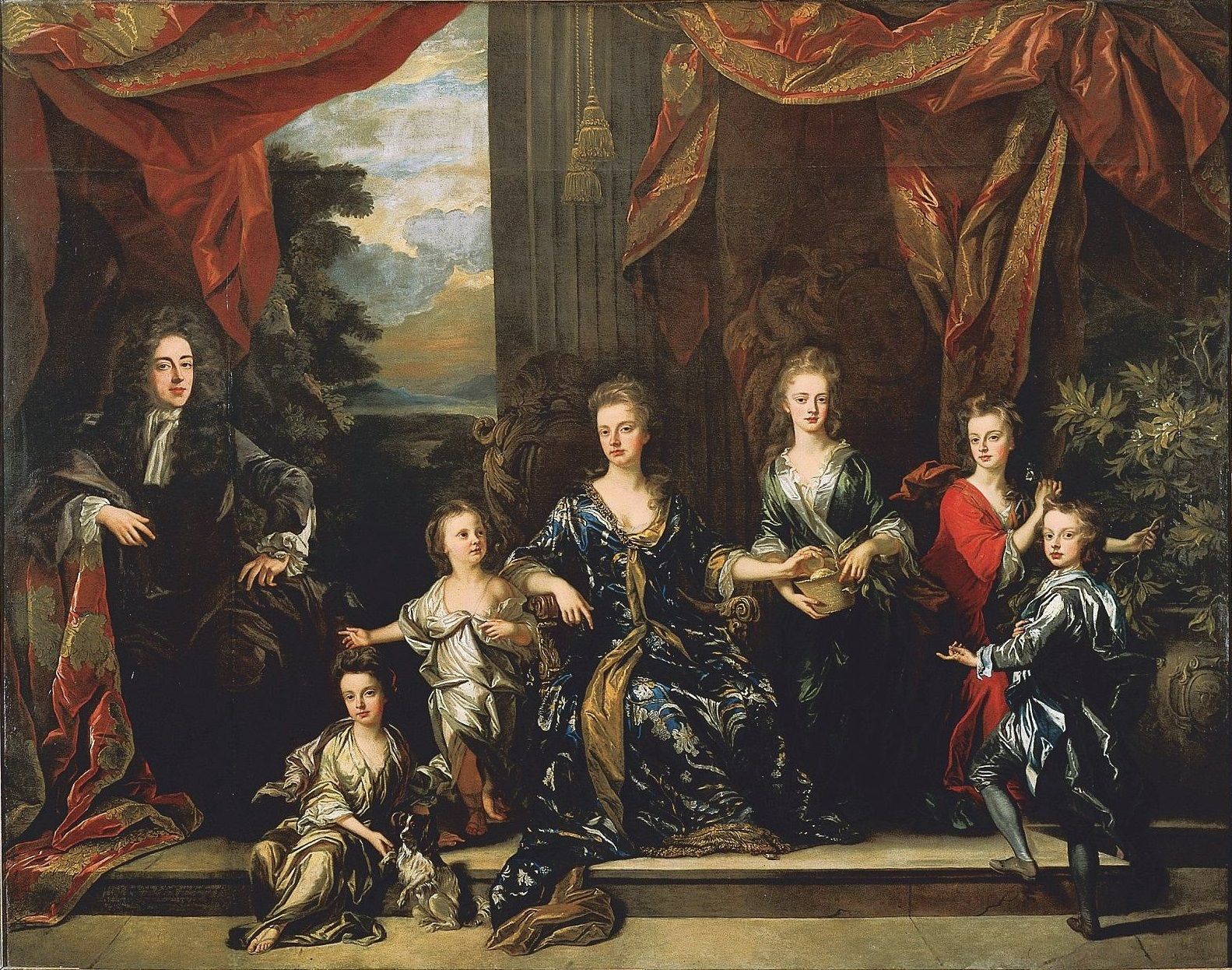
Chân dung gia đình Marlborough khoảng năm 1694 do John Closterman vẽ. Bên trái Công tước lần lượt là Elizabeth, Mary, Công tước phu nhân, Henrietta, Anne và John.

Khi Churchill trở lại Anh vào cuối năm 1678 ông nhận ra những thay đổi nghiêm trọng trong xã hội Anh. Lời khai man của Titus Oates về cái gọi là Âm mưu Giáo hoàng nhằm loại trừ Công tước York theo Công giáo ra khỏi dòng kế vị ngôi vua, đẩy ông này đi lưu đày trong gần 3 năm. James buộc Churchill đi theo, họ tới La Hay rồi Brussels, trước khi được phép tới Edinburgh. Chỉ tới năm 1682, khi Charles đánh bại đảng Whig thì Công tước York mới được quay lại Luân Đôn. Trong thời kỳ này Churchill đảm nhận một số nhiệm vụ ngoại giao, trong đó có chuyến đi tới Paris để xin viện trợ cho Charles II, đảm bảo tài chính cho nhà vua đương đầu với Nghị viện. Những phục vụ này được tưởng thưởng với tước hiệu quý tộc: ngày 21 tháng 12 năm 1682 ông trở thành Lãnh chúa của Eyemouth ở Scotland và 1 năm sau đó được bổ nhiệm làm đại tá trong Trung đoàn Long kỵ binh Ngự lâm quân.
Gia tài kết hợp lại của nhà Churchill giờ đây đảm bảo cho họ một cuộc sống tương đối sung túc; ngoài một cơ ngơi ở Luân Đôn có bảy người hầu, họ cũng mua gia trang Holywell ở St Albans (quê Sarah) làm nhà nghỉ ở nông thôn. Sarah hạ sinh con gái đầu, Henrietta, năm 1681, rồi đến Anne (1684), John (1686), Elizabeth (1687), Mary (1689), Charles (1690, chết yểu khi 2 tuổi).
Tháng 7 năm 1683 Churchill được gửi tới lục địa để đón Vương tử Jørgen của Đan Mạch đến Anh để kết hôn với Vương nữ Anne, con gái út của Công tước xứ York. Anne ban cho Sarah, người vương nữ quý mến từ nhỏ, vị trí tùy nữ chính thức (tiếng Anh: Ladies of the Chamber, hầu cận cho nữ vương, vương hậu hoặc vương nữ). Mối quan hệ giữa hai người phụ nữ này ngày càng phát triển, đến độ mà về sau Sarah từng viết lại rằng nó "khiến một tình nhân cũng phải ghen tỵ." Về phần mình, Churchill tỏ tình cảm ngưỡng mộ với Anne, trở thành hiệp sĩ tùy tùng và với việc ngày càng gắn bó với vương nữ theo Anh giáo này, dần xa rời vòng thân cận của James, những người theo Công giáo.

### Cuộc nổi loạn Monmouth
Với cái chết của Charles II năm 1685, em trai ông là Công tước York trở thành Vua James II. Khi lên ngôi, James bổ nhiệm ông làm thống đốc của Công ty Vịnh Hudson. Ông cũng được xếp vào hàng tùy tùng của nhà vua và trở thành quý tộc xứ Anh với tước vị Nam tước Sandridge ở hạt Hertfordshire tháng 5 năm đó, và do đó có một ghế trong Thượng viện. Tuy nhiên bầu không khí chính trị bấy giờ bị phủ bóng bởi các cuộc nổi loạn, ở Scotland bởi Bá tước Argyll và ở Anh bởi con trai ngoài giá thú của Charles II, Công tước xứ Monmouth, người nhận được khuyến khích từ những người theo đảng Whig và nhân vật bất mãn khác, đòi lấy ngai vàng của xứ Anh mà ông cho chính đáng thuộc về mình.
Churchill nhận quyền tư lệnh bộ binh thường trực trong quân đội hoàng gia đương đầu với quân nổi loạn Monmouth, nhưng vinh dự chỉ đạo chiến dịch được trao cho Bá tước Feversham, một người tài năng hạn chế nhưng rất trung thành. Monmouth đổ bộ vào Lyme Regis ngày 11 tháng 6 với một đội quân nông dân trang bị kém, sai thời cơ và không có quân sư tài giỏi, đã bị đánh tan tác trên cánh đồng Somerset trong trận Sedgemoor ngày 6 tháng 7 năm 1685. Mặc dù Churchill là cấp dưới do Feversham, tổ chức điều hành, kĩ năng tác chiến và lòng dũng cảm trên chiến trường của ông đóng vai trò then chốt trong chiến thắng. Sử gia John Tincey viết: "Sedgemoor hẳn không phải là chiến thắng ngoạn mục nhất của John Churchill, nhưng nó xứng đáng nên được ghi nhận là chiến thắng đầu tiên của ông".
Churchill được thăng lên hàm Thiếu tướng ngày 3 tháng 7 năm đó, và nhậm chức chỉ huy nhiều đặc quyền ở Phân đội Cảnh vệ số 3. Nhưng phần lớn vinh dự chiến thắng thuộc về tay Feversham và theo nhà sử học David Chandler, có thể việc không được trọng đãi, cũng như hành động đàn áp đẫm máu sau đó của Bá tước Jeffreys dẫn đến sự vỡ mộng dâng cao thành việc từ bỏ James II của Marlborough sau này. Thực ra Churchill đã sớm lo lắng về khuynh hướng của James II, có nguồn cho rằng ông từng nói với lãnh chúa Galway ít lâu sau khi James II đăng quang, rằng "nếu nhà vua tìm cách thay đổi tôn giáo của chúng ta, tôi sẽ ngay lập tức ngừng phụng sự ông ta."

### Cách mạng Vinh quang
Từ sau chiến dịch Sedgemoor, Churchill cảm thấy lo lắng sẽ bị cho là không tán thành nhiệt tâm tôn giáo ngày càng tăng của nhà vua chống lại phong trào Kháng Cách. Việc James II thăng chức cho những tín đồ Công giáo vào hàng loạt các cơ quan quyền lực - bao gồm cả quân đội - đầu tiên làm nảy sinh nghi ngờ, sau lớn dần thành mưu đồ nổi loạn trong dân chúng vốn phần lớn theo Kháng Cách; ngay cả những thành viên trong hoàng tộc cũng lo ngại về lòng mộ đạo Công giáo cuồng nhiệt của nhà vua. Họ nén sự bất mãn lại vì Charles không có con trai mà các con gái đều theo Kháng Cách, nhưng khi Vương hậu hạ sinh con trai, James Francis Edward Stuart, điều này mở ra viễn cảnh một loạt các nhà quân chủ Công giáo liên tiếp nhau. Một số người dưới trướng nhà vua, như Nam tước Salisbury và Nam tước Melfort từ bỏ nguồn gốc Kháng Cách để nhận được ân sủng ở cung đình, nhưng Churchill thì không. Ông nói với nhà vua, "Thần được sinh ra là một người Kháng Cách, và định sẽ sống và chết trong tín ngưỡng đó"; tuy rằng ông nói vậy cũng bởi lợi ích riêng của mình. Tin rằng chính sách của nhà vua có thể hoặc phá hỏng sự nghiệp của chính ông hoặc tạo ra một cuộc nổi loạn lớn hơn nữa, ông không có ý định theo gót cha mình trước kia khi đứng về phe chiến bại.

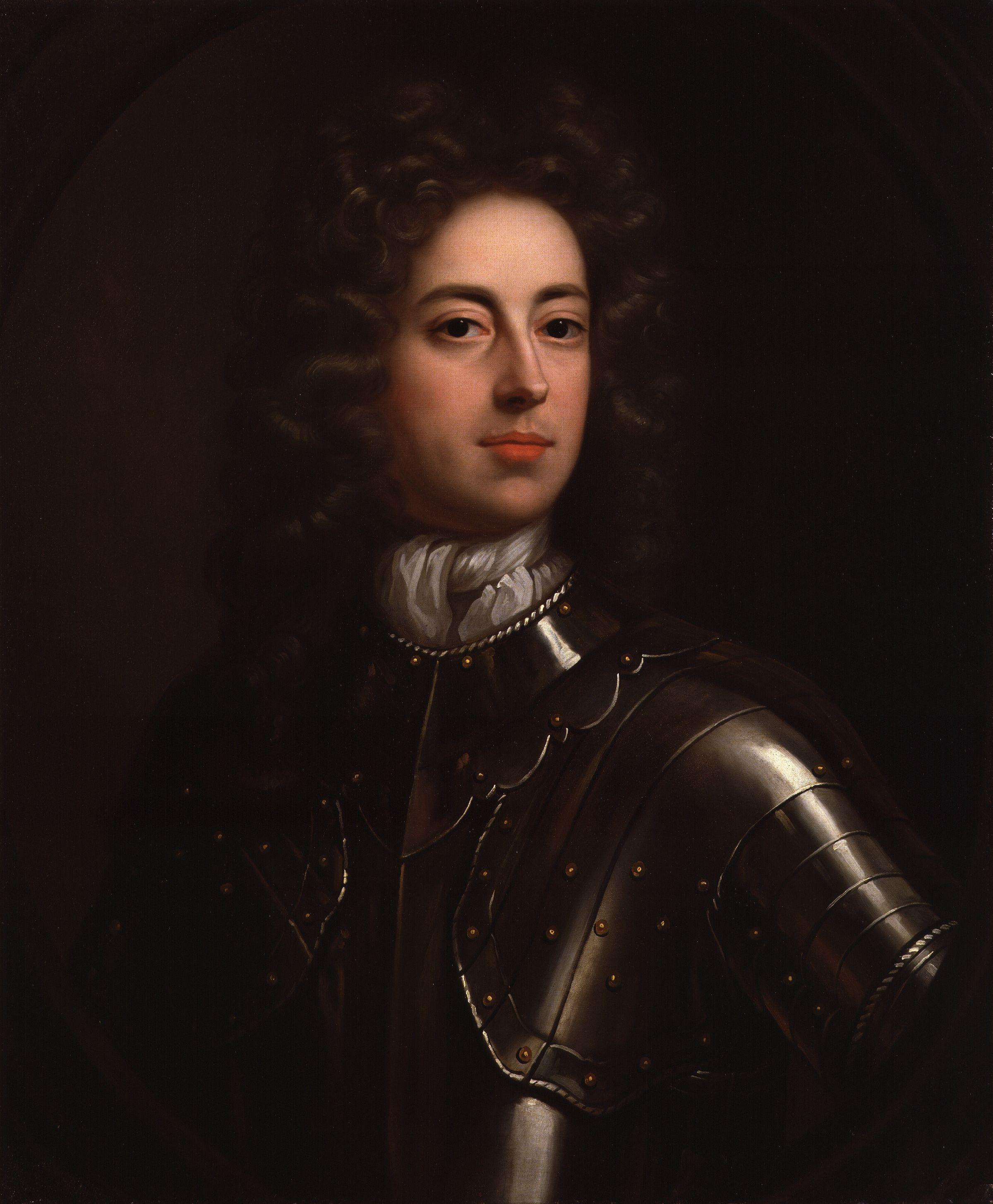
John Churchill (khoảng 1685–1690), tranh vẽ của John Closterman.

Để lật đổ James II, 7 nhân vật quyền lực đã họp và viết một lời mời gửi tới Quốc trưởng Hà Lan theo Kháng Cách, tức Hoàng tử William của Orange, đề xuất ông này xâm lược nước Anh và lên ngôi vua. Những người ký tên trong lá thư bao gồm các thành viên đảng Whig lẫn Tory, và Giám mục Luân Đôn, Henry Compton, người đảm bảo với William rằng "19 phần 20 dân chúng mong muốn thay đổi." William, vừa là con rể vừa là cháu gọi James II bằng cậu, không cần sự khuyến khích nào hơn để nắm lấy ngai vàng nước Anh. Tuy không ký vào lá thư (bởi khi đó ông chưa phải là yếu nhân chính trị), như nhiều người khác Churchill cũng tìm kiếm một cơ hội thích hợp để rời bỏ James. Churchill tuyên bố ý định của mình thông qua đại diện liên lạc của William tại La Hay - "Nếu ngài nghĩ có bất cứ điều gì khác tôi nên làm, ngài cứ việc ra lệnh cho tôi."

William đổ bộ vào Torbay ngày 5 tháng 11 năm 1688, từ đây ông đem quân tới Exeter. Quân đội của James, dưới sự chỉ huy của Lãnh chúa Feversham, tiến tới Salisbury, nhưng hầu hết các sĩ quan cấp cao không mặn mà với đánh nhau - ngay cả Vương nữ Anne cũng viết cho William để chúc ông "thành công tốt đẹp trong chuyện này như một sự đảm đương nghĩa vụ." Churchill vẫn ở phe nhà vua và được thăng lên hàm Trung tướng ngày 7 tháng 12, nhưng việc ông bộc lộ sự sung sướng ra mặt khi Lãnh chúa Cornbury đào thoát sang phía Orange khiến cho Feversham đòi phải bắt giữ ông này. James phản ứng rất chậm trễ, trì hoãn lệnh bắt khiến cho sáng ngày 24 tháng 11, sau cuộc họp hội đồng chiến tranh, Churchill, với khoảng 400 tướng tá và tùy tùng, trốn khỏi trại quân hoàng gia và chạy tới chỗ William ở Axminster, để lại một lá thư xin lỗi và biện minh:
... Thần hi vọng rằng ưu đãi lớn lao mà thần thụ hưởng dưới quyền Bệ hạ, thứ mà thần có khiến thần không bao giờ trông đợi một sự thay đổi chính phủ khác, có thể thuyết phục Bệ hạ và thế giới một cách hợp lý rằng thần được thúc đẩy một nguyên lý cao cả hơn..
Đứng trước sự đào ngũ của một loạt tướng lĩnh và các cuộc nổi dậy của dân chúng Luân Đôn, trong khi từ chối quân Pháp can thiệp, James buộc phải chạy trốn sang Pháp ngày 23 tháng 12, khiến cho cuộc đảo chính về sau được gọi là "Cách mạng Vinh quang" thành công hầu như không gây đổ máu.

### Tướng của William

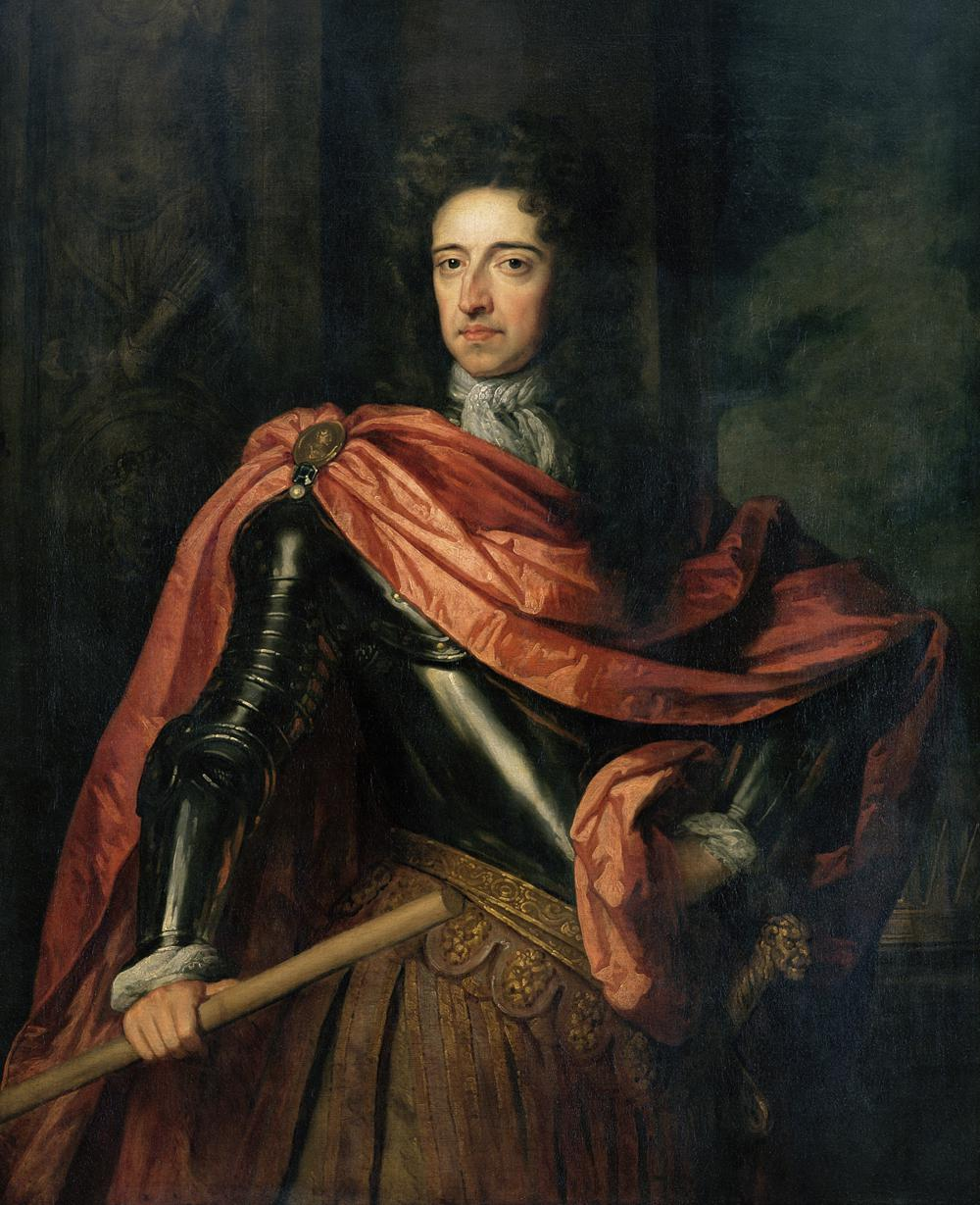
Vua William III (1650–1702), tranh vẽ bởi Godfrey Kneller.

Khi William và Mary lên ngôi đồng cai trị, họ ban thưởng cho một loạt những người ủng hộ mình, trong đó có Churchill được phong tước Bá tước Marlborough ngày 9 tháng 4 năm 1689, đồng thời được bổ sung vào Hội đồng Cơ mật. Việc thăng chức này dẫn tới những lời đồn cáo buộc Marlborough đã phản bội một cách nhục nhã vị vua cũ của mình để cầu danh vị. Những người biện hộ cho Marlborough, chẳng hạn hậu duệ của ông là Winston Churchill đã cố công đi tìm động lực ái quốc, tôn giáo và đạo đức cho hành động của ông; tuy nhiên theo cách nói của Chandler, khó mà gỡ cho Marlborough khỏi tội nhẫn tâm, bội ơn, mưu mô và phản nghịch chống lại một người mà ông ta nợ hầu như mọi thứ trong cuộc đời và sự nghiệp tính đến thời điểm đó.

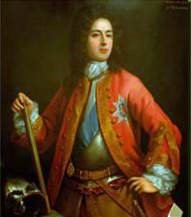
Marlborough ở tuổi ba mươi, tranh vẽ bởi John Riley. Chi tiết ngôi sao Huân chương Garter được thêm vào sau năm 1707.

Hành động chính thức đầu tiên của Marlborough là hỗ trợ việc tổ chức lại quân đội-thẩm quyền xác nhận lòng trung thành hay thanh lọc các sĩ quan đem lại cho vị bá tước cơ hội xây dựng một mạng lưới quyền lực hữu ích trong hơn hai chục năm sau đó. Nhiệm vụ này được tiến hành khẩn trương, bởi chỉ sáu tháng sau khi James II ra đi, nước Anh tham gia vào cuộc chiến chống lại nước Pháp trong một liên minh nhằm ngăn chặn tham vọng bá chủ của Louis XIV. Marlborough được cử làm tư lệnh 8 nghìn quân gửi sang Hà Lan vào mùa xuân năm 1689, tuy nhiên trong suốt Chiến tranh Chín năm (1688-1697) ông chỉ có 3 năm phục vụ ở chiến trường và phần lớn ở dưới sự chỉ huy của người khác. Tuy nhiên, trong trận Walcourt ngày 25 tháng 8 năm 1689, Marlborough nhận được lời ca ngợi từ tư lệnh quân Liên minh, Hoàng thân Waldeck do năng lực cầm quân và lòng dũng cảm, và William ban cho ông chức chỉ huy nhiều bổng lộc ở Trung đoàn số 7 Bộ binh bảo vệ Luân Đôn.
Tuy nhiên danh tiếng của Marlborough trong triều đình ngày càng suy giảm, do sự thân cận của vợ chồng ông với vương nữ  Anne, người xét theo tính chính thống xứng đáng lên ngôi hơn William và Mary. Mary cảm thấy rất khó chịu với Sara, người lên tiếng bênh vực Anne trong một loạt tranh cãi triều đình và nỗi căm ghét lây sang cả bá tước. Tuy nhiên trong một thời gian những tranh cãi nóng nảy này chìm xuống bởi các sự kiện ở Ireland nơi James đổ bộ tháng 3 năm 1689 để tìm cách lấy lại ngai vàng. Khi William đem đại quân tới Ireland tháng 6 năm 1690 Marlborough được chỉ định làm tư lệnh tất cả quân đội và dân quân ở xứ Anh, và tham gia vào Hội đồng Chín người cố vấn cho Nữ hoàng Mary về các vấn đề quân sự trong lúc nhà vua vắng mặt, tuy nhiên Mary không thèm che giấu sự căm ghét với Marlborough.
Chiến thắng của William III trong trận Boyne ngày 1 tháng 7 năm 1690 buộc James II phải bỏ rơi đội quân của mình và chạy trốn trở về nước Pháp. Tháng 8 Marlborough đi tới Ireland, lần đầu tiên được cầm quân độc lập trong một chiến dịch kết hợp thủy-bộ vào các cảng miền nam Cork và Kinsale. Đó là một chiến dịch táo bạo, sáng tạo nhắm vào các tuyến đường vận chuyển quân lương của phe Jacobite mà vị bá tước đề xuất và tiến hành xuất sắc. Thành Cork thất thủ ngày 27 tháng 9, Kinsale nối tiếp vào giữa tháng 10. Dù không dẫn tới kết thúc chiến tranh như Marlborough kỳ vọng, chiến dịch đã dạy cho Marlborough bài học về tầm quan trọng của hậu cần và phối hợp tác chiến. Phải 10 năm sau đó Marlborough mới có dịp trở lại cầm quân.

### Bị cách chức và thất sủng

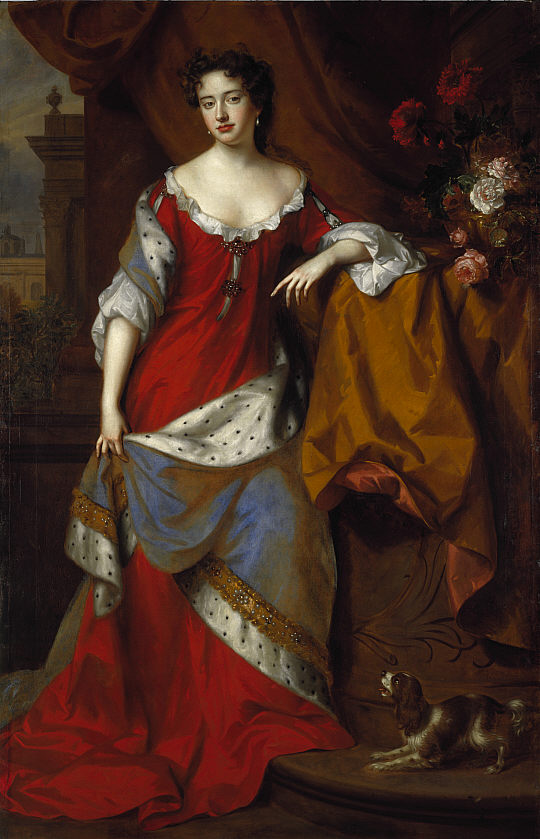
Vương nữ Anne năm 1683, tranh vẽ của Willem Wissing. Khi Mary chết mà không có con năm 1694, Anne, em gái Mary, trở thành người hưởng quyền kế vị.

William III ghi nhận tài cầm quân của Marlborough nhưng không ban cho Huân chương Garter và không bổ nhiệm Marlborough làm Tư lệnh Quân khí khiến cho vị bá tước bất mãn; mà Marlborough cũng không che đậy sự thất vọng đó đằng sau những lời thận trọng thông thường. Sử dụng ảnh hưởng trong Nghị viện và quân đội, Marlborough khuấy động sự bất mãn về việc William ưa sử dụng các tướng lĩnh nước ngoài, để gây tổn thương uy thế nhà vua. Biết được điều này, William đến lượt mình công khai bày tỏ nghi ngờ với Marlborough; sứ thần của Tuyển hầu xứ Brandenburg tới Luân Đôn nghe thấy nhà vua nhận xét rằng ông đã bị Marlborough đối xử "một cách bỉ ổi đến mức, nếu không phải là vua, ông hẳn đã phải thách ông này đấu tay đôi."
Kể từ tháng 1 năm 1691 Marlborough đã liên lạc với vị vua lưu đày James II ở Saint-German, cầu xin được xá tội cho việc đào ngũ trước đây - một lời xá tội là hết sức cần thiết cho sự nghiệp tương lai trong một kịch bản không phải hoàn toàn không thể xảy ra của một cuộc nổi dậy Jacobite thành công. William nhận biết rõ những mối liên lạc này, không chỉ của Marlborough mà cả những người khác, nhưng việc chơi nước đôi này giống một kiểu bảo hiểm hơn là một cam kết rõ ràng. William hiểu tầm quan trọng và năng lực của Marlborough và cần thấy phải loại bỏ mối lo ngại này.

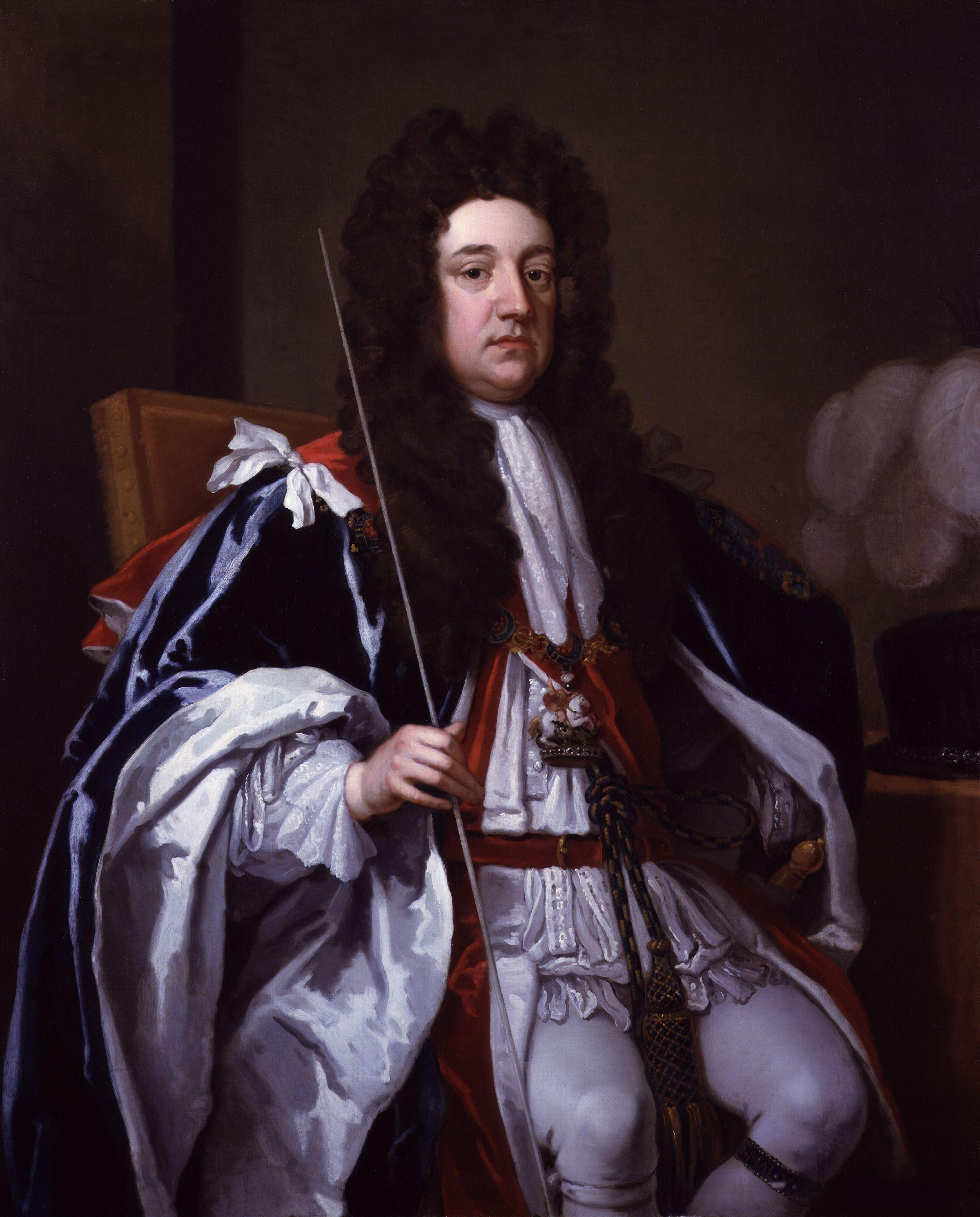
Sidney Godolphin, Bộ trưởng Ngân khố, Thủ tướng và là đồng minh theo phái Tory của Marlborough

Vào lúc William và Marlborough trở về sau từ một chiến dịch ít đụng độ ở Hà Lan thuộc Tây Ban Nha năm 1691, quan hệ giữa họ càng tồi tệ hơn. Tháng 1 năm 1692, Nữ hoàng ra lệnh cho Anne loại bỏ Sarah khỏi gia tộc nhưng Anne từ chối. Tranh cãi cá nhân này là nguyên nhân trực tiếp dẫn đến Marlborough mất chức. Ngày 20 tháng 1, Bộ trưởng Nội vụ, Bá tước Nottingham ra lệnh cho Marlborough từ bỏ mọi chức vụ quân sự lẫn dân sự, và cấm ông tham gia triều đình. Không lý do cụ thể nào được đưa ra và những người đồng liêu với Marlborough tỏ ra bất bình: Shrewsbury lên tiếng phản đối còn Godolphin đe dọa từ chức. Đô đốc Russell, bấy giờ là tổng tư lệnh Hải quân Anh, còn thẳng thừng cáo buộc nhà vua đã vô ơn với "người đã đặt vương miện lên đầu ông ta."

### Tội phản quốc
Vận rủi của Marlborough còn chưa dừng ở đó. Mùa xuân năm 1692 đem lại những nguy cơ mới về một cuộc xâm lược từ nước Anh và những âm mưu Jacobite. Dựa trên lời khai của một Robert Young nào đó, Nữ hoàng ra lệnh bắt tất cả những người ký tên vào một lá thư ủng hộ sự phục ngôi của James II và đòi bắt giữ William III. Marlborough, được cho là một trong những người ký tên, bị tống giam ở Tháp Luân Đôn ngày 4 tháng 5 nơi ông lâm bệnh trong 5 tuần, không chỉ vì hoàn cảnh bản thân mà còn do cái chết của con trai Charles ngày 22 tháng 5. Những lá thư của Young về sau bị xem là giả mạo và Marlborough được thả vào 15 tháng 6, nhưng ông tiếp tục liên lạc với James, dẫn tới sự kiện nổi tiếng được gọi là "lá thư vịnh Camaret" năm 1694.
Từ vài tháng trước đó Liên minh đã chuẩn bị một cuộc tấn công vào Brest, cảng ở Vịnh Biscay mà Pháp nắm giữ. Người Pháp nhận được tin tình báo cánh bảo về một cuộc đột kích bất ngờ, và Nguyên soái Vauban đã tăng cường phòng thủ và canh gác ở đây. Kết quả là cuộc tấn công ngày 18 tháng 6 do Thomas Tollemache kết thúc trong thảm họa, hầu hết quân Anh bị chết hoặc cầm tù. Mặc dù không có bằng chứng, những người gièm pha Marlborough tuyên bố rằng chính ông đã báo cho kẻ thù. Macaulay khẳng định rằng Marlborough đã cảnh báo về việc đổ bộ cho James trong một lá thư ngày 3 tháng 5, để làm thất bại chiến dịch và khiến kình địch Tollemache bị giết hoặc mất uy tín. Giới sử gia hoặc nghi ngờ tính chân thực của lá thư, hoặc cho rằng lá thư Marlborough không có nhiều ý nghĩa thực tế, bởi kế hoạch Vịnh Camaret được nhiều người biết đến và người Pháp thực ra đã tăng viện từ tháng 4.

### Hòa giải
Cái chết của Mary ngày 28 tháng 12 năm 1694 cuối cùng dẫn tới một cuộc hòa giải chính thức nhưng lạnh nhạt giữa William III và Anne, giờ đây là người thừa kế duy nhất ngai vàng. Vợ chồng Marlborough được phép trở lại triều đình nhưng bá tước không được trở lại các chức vị như ông hi vọng.
Năm 1696 một lần nữa Marlborough, cùng với Godolphin, Russell và Shrewbury bị cáo buộc mưu phản liên kết với James II, lần này dưới sự chủ mưu của John Fenwick. Cáo buộc này cuối cùng bị bác (Fenwick vẫn bị xử tử) nhưng chỉ tới năm 1698, một năm sau khi Hiệp ước Ryswick chấm dứt Chiến tranh Chín năm, thì mối quan hệ giữa William và Marlborough mới ấm lên. Dưới sự đề xuất của Nam tước Sunderland (người có vợ là bạn thân của Sarah Churchill), William cuối cùng nhận được vị trí thống đốc cho Công tước xứ Gloucester, con cả của Anne; ông cũng được phục hồi vị trí trong Hội đồng Cơ mật cùng cấp bậc Trung tướng. Khi William đến Hà Lan vào tháng 7 Marlborough từng tham gia vào hội đồng nhiếp chính. Tuy nhiên Marlborough không hoàn toàn hòa giải được với William, khi vừa muốn tỏ ra là một người trung thành với nhà vua vừa phải duy trì các mối quan hệ thân thiết với phe Tory

## Những năm cuối đời (1700-1722)

### Chiến tranh thừa kế Tây Ban Nha
Với cái chết của vị vua nhu nhược và không có con Carlos II của Tây Ban Nha ngày 1 tháng 11 năm 1700, việc kế vị ngai vàng Tây Ban Nha, và do đó kiểm soát cả đế chế rộng lớn của nó, lại một lần nữa lôi kéo cả châu Âu vào một cuộc chiến tranh-Chiến tranh Kế vị Tây Ban Nha. Lúc hấp hối Carlos II đã truyền lại ngôi vị của mình cho cháu nội Louis XIV (vợ Louis XIV là Vương nữ María Teresa của Tây Ban Nha, chị gái cùng cha khác mẹ của Carlos) là Philippe của Pháp, Công tước xứ Anjou, người lên ngôi với tước hiệu Felipe V của Tây Ban Nha. Điều này dẫn tới viễn cảnh thống nhất nước Pháp và Tây Ban Nha dưới quyền Vương tộc Bourbon, lật đổ cán cân quyền lực châu Âu và không thể chấp nhận đối với nước Anh, Cộng hòa Hà Lan và Hoàng đế Rôma Thần thánh Leopold I, người cũng có huyết thống với hoàng tộc Tây Ban Nha và đòi ngôi vị. Vì sức khỏe William giảm sút, và ảnh hưởng không nghi ngờ gì của vị bá tước với Vương nữ Anne nắm quyền kế vị, nhà vua quyết định rằng Marlborough nên nắm trung tâm sự vụ châu Âu. Là Đại sứ Toàn quyền của William tại La Hay và chỉ huy quân đội Anh, Marlborough được trao cho nhiệm vụ thương thảo một liên minh mới để chống lại Pháp và Tây Ban Nha..

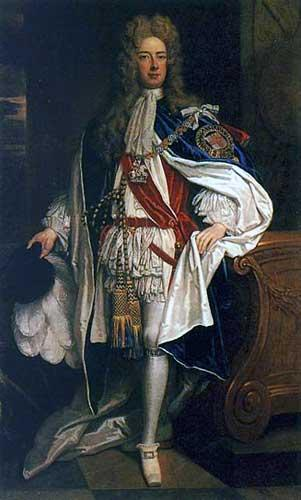
John Churchill, Công tước Marlborough thứ nhất, tranh của Godfrey Kneller.

Ngày 7 tháng 9 năm 1701, Hiệp ước Đại Liên minh thứ hai được ký kết giữa Anh, Hoàng đế Đức và Cộng hòa Hà Lan để dập tắt tham vọng của Louis XIV.
Tuy nhiên, William không kịp chứng kiến nước Anh tuyên chiến mà qua đời ngày 8 tháng 3 năm 1702, đưa Anne trở thành Nữ vương Anh. Mặc dù cái chết của William gây ra sự chia rẽ nhất thời trong liên minh, Bá tước Wratislaw cho rằng điều an ủi là nó cho phép Marlborough nhận đầy đủ quyền hạn từ Nữ hoàng trao. Anne nhanh chóng phong cho Marlborough làm Tư lệnh Quân khí-một chức vụ béo bở mà ông mong mỏi từ lâu- thành viên Dòng Hiệp sĩ Garter (danh hiệu hiệp sĩ cao nhất của Anh) và Đại tướng, tổng tư lệnh quân đội ở trong nước và hải ngoại. Công nương Marlborough cũng nhận một loạt chức vụ thân cận trong triều, bao gồm cả Chưởng khố Cơ mật viện nắm ngân sách hoàng gia. Gia tộc Marlborough lên đến đỉnh cao quyền lực, với thu nhập hàng năm cộng lại trên 6 vạn bảng Anh cùng ảnh hưởng khuynh đảo triều đình.

#### Các chiến dịch đầu tiên
Ngày 4 tháng 5 năm 1702, nước Anh chính thức tuyên chiến với Pháp. Marlborough nhậm chức tư lệnh lực lượng Anh, Hà Lan và Đức hỗn hợp, nhưng tới thời điểm đó ông chưa có kinh nghiệm chỉ huy một quân đội lớn ở chiến trường, ít trải qua chiến trận hơn nhiều tướng lĩnh Hà Lan và Đức dưới quyền. Quyền chỉ huy của ông cũng bị giới hạn; ông chỉ có thể ra lệnh cho các tướng Hà Lan khi quân đội của họ hành động phối hợp, trong những thời điểm khác ông phải dựa vào tài xử trí và thuyết phục đối với không chỉ các tướng lĩnh mà cả các đại diện chính trị từ chính phủ Hà Lan. Tuy vậy, bất chấp sự uể oải ban đầu của Liên minh chiến dịch ở Hà Lan (mặt trận chính của cuộc chiến) khởi đầu tốt đẹp cho Marlborough. Sau khi chiếm ưu thế trước Nguyên soái Boufflers, ông lần lượt chiếm đóng Venlo, Roermond, Stevensweert và Liège, dẫn đến ông được phong Công tước tháng 11 năm đó.
Cùng với sự thăng tiến của vợ chồng Marlborough, các con gái của họ cũng lần lượt được gả vào các gia tộc quyền lực. Tuy nhiên Marlborough dành nhiều hi vọng nhất vào đứa con trai cả cũng mang tên John, và là con trai duy nhất còn sống khi đó, người từ thiếu thời đã được phong làm Hầu tước Blandford. Nhưng khi đang học ở Cambridge, John mắc bệnh đậu mùa và mất vào tháng 2 năm 1703 khi mới 17 buổi, điều công tước gọi là "nỗi đau buồn lớn nhất trên đời".
Trở lại La Hay vào tháng 3, công tước đối diện với Nguyên soái Villeroi đã thay thế Boufflers làm tư lệnh quân Pháp. Mặc dù Marlborough đem quân chiếm Bonn, Huy, và Limbourg vào năm 1703, cái gọi là 'Đại Chiến lược' - một kế hoạch giữa Anh và Hà Lan nhằm đảm bảo Antwerp và từ đó mở ra tuyến đường sông xuống Flandre và Brabant – bị thất bại do thế chủ động nằm trong tay Villeroi, sự phối hợp tác chiến kém của Liên minh, và thất bại thảm hại của tướng Obdam trong Trận Eckeren ngày 30 tháng 6. Trong nước công tước cũng phải lo lắng tới nhiều vấn đề. Chính quyền Tory ôn hòa của Marlborough, Bộ trưởng Ngân khố Godolphin, và Chủ tịch Hạ viện Robert Harley, thường xuyên xích mích và bị cản trở bởi những người Tory cực hữu muốn theo đuổi sử dụng tận lực Hải quân Hoàng gia Anh để giành các lợi ích thương mại và mở rộng thuộc địa hải ngoại. Phái Tory ủng hộ tác chiến trên biển hơn là đất liền: thay vì tấn công kẻ thù ở nơi họ mạnh nhất, những người Tory đề xuất tấn công Louis XIV và Felipe V nơi họ yếu thế hơn - ở các đế quốc thuộc địa và giữa đại dương. Trái lại phái Whig, đứng đầu là một nhóm gọi là 'Junto', nhiệt liệt ủng hộ chiến lược lục địa của nội các muốn thọc mũi tấn công vào trái tim nước Pháp. Sự ủng hộ này ít nhiều xẹp xuống do những chiến dịch không quyết định gần đó của Liên minh, nhưng Marlborough, người đã giành được một uy thế quốc tế như lãnh tụ Liên minh, có thể duy trì đường lối của mình bất chấp sự phản đối ở thời điểm đó.

#### Blenheim và Ramillies

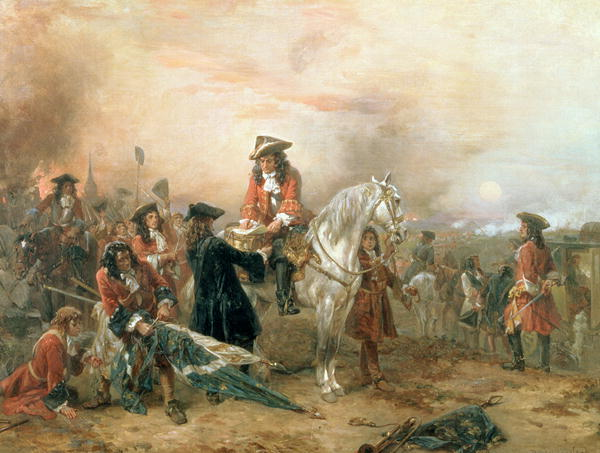
Tranh của Robert Alexander Hillingford minh họa Marlborough viết thư cho Sarah để báo tin chiến thắng tới Nữ hoàng."

Bị người Pháp và Bavaria gây áp lực ở phía tây và các cuộc nổi dậy của người Hungary ở phía đông, nước Áo đứng trước nguy cơ bị loại khỏi cuộc chiến. Những lo ngại về Viên và tình hình ở nam Đức thuyết phục Marlborough về sự cần thiết gửi viện quân tới miền Danube; nhưng kế hoạch chiếm thế chủ động từ đối phương hết sức liều lĩnh. Từ ban đầu công tước quyết định gạt người Hà Lan ra, bởi họ sẽ không bao giờ đồng ý chia sẻ bớt quân Liên minh khỏi miền Hà Lan thuộc Tây Ban Nha. Marlborough đưa quân đội Anh tới sông Moselle theo một kế hoạch thống nhất với La Hay từ trước, nhưng ở đây ông tìm cách thoát khỏi sự gò bó của người Hà Lan và hành quân tới phía nam để hội binh với quân Áo ở miền nam Đức.
Một sự kết hợp giữa sự lừa gạt chiến lược và tài điều hành xuất sắc giúp Marlborough đạt được mục đích của mình. Sau khi hành quân 250 dặm (400 km) từ Hà Lan, quân Liên minh có một loạt trận giao chiến với quân đội Pháp-Bavaria dọc bờ sông Danube. Trận đụng độ lớn đầu tiên diễn ra ngày 2 tháng 7 năm 1704 khi Marlborough và Hoàng tử Louis của Baden tấn công ồ ạt các cao điểm Schellenberg ở Donauwörth. Trận chiến quan trọng nhất xảy ra vào ngày 13 tháng 8 khi Marlborough – được chỉ huy quân Thánh chế Rôma Eugène de Savoie-Carignan, một vị tướng tài năng, hỗ trợ – tung ra một cú đánh quyết định vào quân đội của Nguyên soái Tallard và Tuyển cử hầu Bavaria ở Trận Blenheim. Toàn thể chiến dịch, mà sử gia quân sự John Lynn xem là một trong những ví dụ xuất sắc nhất về nghệ thuật hành quân và giao chiến trước thời Napoléon Bonaparte, là một kiểu mẫu về lên kế hoạch, hậu cần, chiến tranh chiến thuật và chiến dịch. Chiến dịch năm 1704 là bước ngoặt của chiến tranh, loại Bavaria khỏi vòng chiến đấu và hủy diệt hy vọng thắng lợi nhanh chóng của Louis XIV. Các thắng lợi liên tiếp sau đó ở Landau trên miền Rhine, cùng Trier và Traben-Trarbach trên bờ Moselle đưa Marlborough trở nên lừng danh như vị tướng số một của thời đại và anh hùng dân tộc mà mọi giới ở Anh bấy giờ, kể cả đảng Tory, đều ca ngợi.

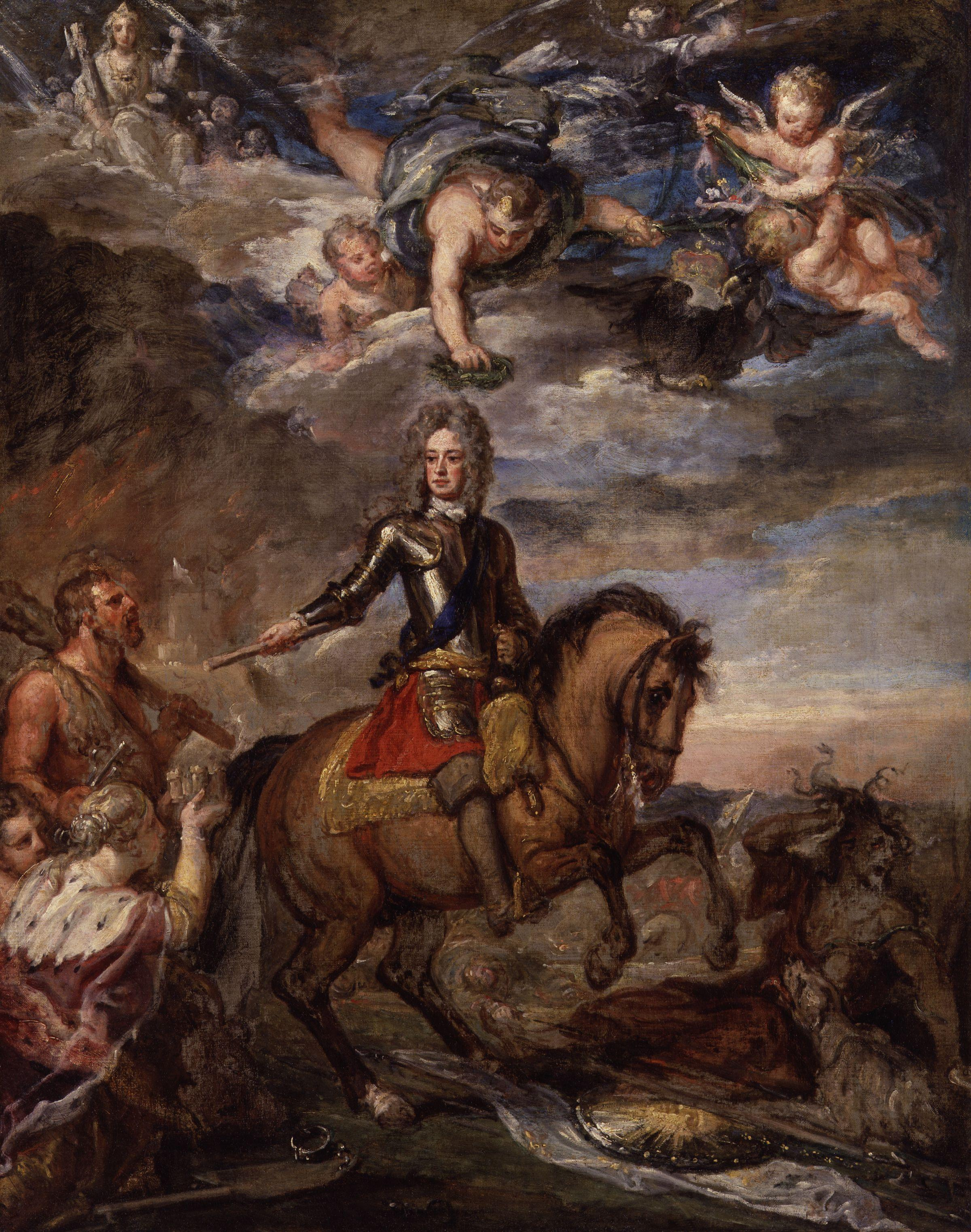
John Churchill, Công tước Marlborough, khải hoàn từ Blenheim và Ramillies, tranh của Godfrey Kneller.

Nữ vương ban thưởng cho gia tộc Marlborough một thái ấp hoàng gia ở Woodstock và hứa hẹn sẽ xây một cung điện để tưởng nhớ đại thắng Blenheim; nhưng từ lúc đăng quang quan hệ của Nữ vương với Sarah trở nên dần dần xa cách. Việc vợ chồng Công tước leo tới đỉnh danh vọng có một phần không thể kể tới là nhờ quan hệ thân mật với Anne, nhưng chiến dịch không thương xót của Sarah (một người đảng Whig) chống lại phe Tory, đã cô lập bà khỏi Nữ vương người có những gắn bó tự nhiên với Tory, những người ủng hộ nhiệt thành cho Giáo hội Anh. Về phần mình, Anne, giờ đã thành nữ vương, không còn là thiếu nữ dễ bị thống ngự bởi cô bạn xinh đẹp hơn, phát ngấy những trò chính trị phách lối thiếu nhã nhặn và cách cư xử ngày một kiêu căng của Sarah.
Trong lúc công tước hành quân tới Danube, Hoàng đế Leopold I ban tặng cho Marlborough danh hiệu hoàng thân của Đế quốc La Mã Thần thánh trong một lãnh địa nhỏ ở Mindelheim. Nữ vương nhiệt tình chấp thuận sự ban tước này, nhưng sau những thành công năm 1704, chiến dịch năm 1705 không đạt được kỳ vọng. Kế hoạch xâm lược nước Pháp thông qua thung lũng Moselle bị cả bạn bè lẫn đối thủ trong nước ngờ vực, buộc công tước phải rút lui về Hà Lan. Mặc dù Marlborough đột phá thành công Vành đai phòng thủ Brabant trong trận Elixheim vào tháng 7, sự do dự của Liên minh và nhất là sự ngập ngừng của Hà Lan, khiến cho công tước không thể khai thác được lợi thế từ Blenheim. Người Pháp và đảng Tory ở Anh bác bỏ lập luận rằng chỉ có chủ trương phá rối của người Hà Lan đã tước khỏi Marlborough một chiến thắng vĩ đại năm 1705, rằng Blenheim chỉ là một cú ăn may và Marlborough chẳng phải là một vị tướng đáng sợ.
Những tháng đầu năm 1706 cũng gây nản lòng cho công tước khi các tướng của Louis XIV có những thắng lợi bước đầu ở Ý và Alsace. Những thất bại này đóng băng kế hoạch ban đầu của Marlborough cho chiến dịch sắp tới, nhưng ông sớm điều chỉnh kế hoạch và hành quân vào lãnh thổ đối phương. Louis XIV, cũng quyết tâm giao chiến không kém để phục thù cho Blenheim, thúc giục Nguyên soái Villeroi truy tìm Monsieur Marlbrouck. Hai bên gặp nhau ở trận Ramillies ở miền Hà Lan thuộc Tây Ban Nha ngày 23 tháng 5, nơi vào giờ phút quyết định Marlborough đã tuốt kiếm xung trận. Kết quả là một trận chiến có lẽ là thành công nhất trong binh nghiệp của Marlborough: bên Anh có 3 nghìn lính chết và bị thương, trong khi đối phương có tới khoảng 20 nghìn thương vong, theo lời Nguyên soái Pháp Villars, là "thảm bại xấu hổ, nhục nhã và tai họa nhất" cho Pháp. Các thành thị liên tiếp rơi vào tay Đồng minh, tới mức Marborough viết cho vợ: "Nó thực sự giống như là mơ hơn là thực". Cùng với đại thắng của Hoàng thân Eugène trước quân Pháp ở trận Turin vào tháng 9, năm 1706 tỏ ra là năm kỳ diệu cho quân đội Liên minh.

#### Thất sủng

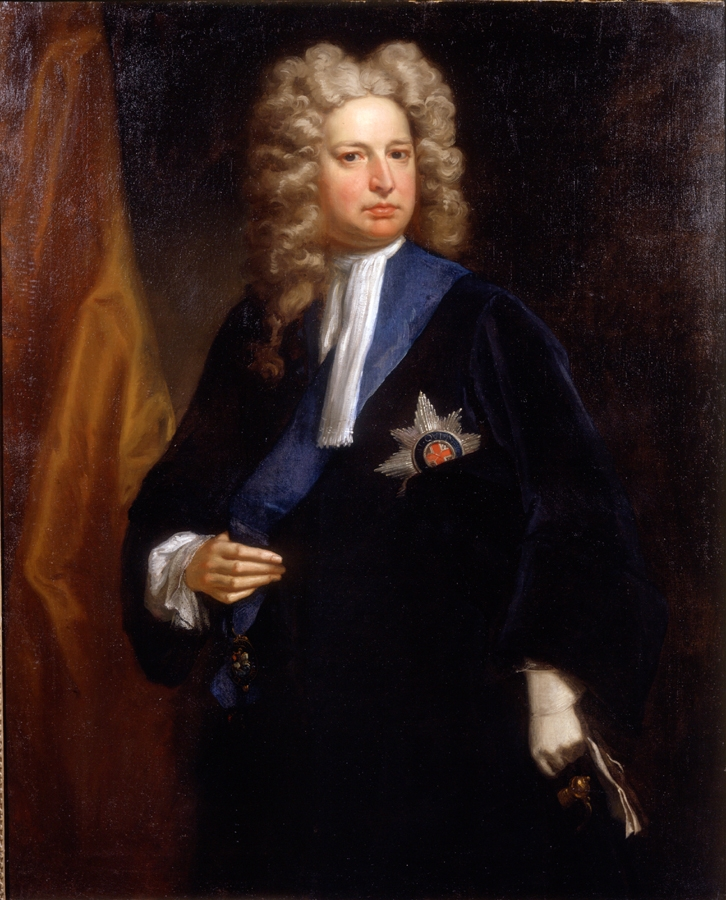
Robert Harley, tranh vẽ bởi Jonathan Richardson, khoảng năm 1710. Harley trở thành hung tinh của Marlborough.

Trong lúc Marborough đang tham chiến ở Hà Lan, sự đối địch trong chính trường nước Anh ngày một dâng cao. Đảng Whig, những người ủng hộ chính cho cuộc chiến, vẫn luôn nhắm vào công kích Godolphin. Đổi lại hứa hẹn ủng hộ chính phủ trong phiên họp nghị viện tiếp sau, những người đảng Whig ra giá đòi phải nhường một ghế trong nội các cho một trong các lãnh tụ của họ, Bá tước Sunderland (con rể Marlborough) vào ghế Bộ trưởng Nội vụ. Nữ vương, người, người căm ghét Sunderland và nhóm Junto, và không muốn bị thống trị bởi duy nhất một đảng, kịch liệt phản đối bước đi này; nhưng Godolphin, ngày càng phụ thuộc vào sự ủng hộ của đảng Whig, không có nhiều lựa chọn. Với cách ủng hộ thiếu nhã nhặn khéo léo của Sarah, Godolphin phải gây sức ép liên tục lên Nữ vương chấp nhận yêu sách của đảng Whig. Tuyệt vọng, Anne cuối cùng nhượng bộ và Sunderland nhận được ấn phong; nhưng điều này đã giáng một đòn mạnh vào quan hệ đặc biệt giữa Godolphin, Sarah, và Nữ vương và Anne ngày càng quay sang một sủng thần mới – em họ của Sarah, Abigail Masham. Anne cũng trông cậy nhiều hơn vào sự cố vấn của Harley, người cho rằng chính quyền nhị đầu chế thỏa hiệp với nhóm Whig Junto là không cần thiết.

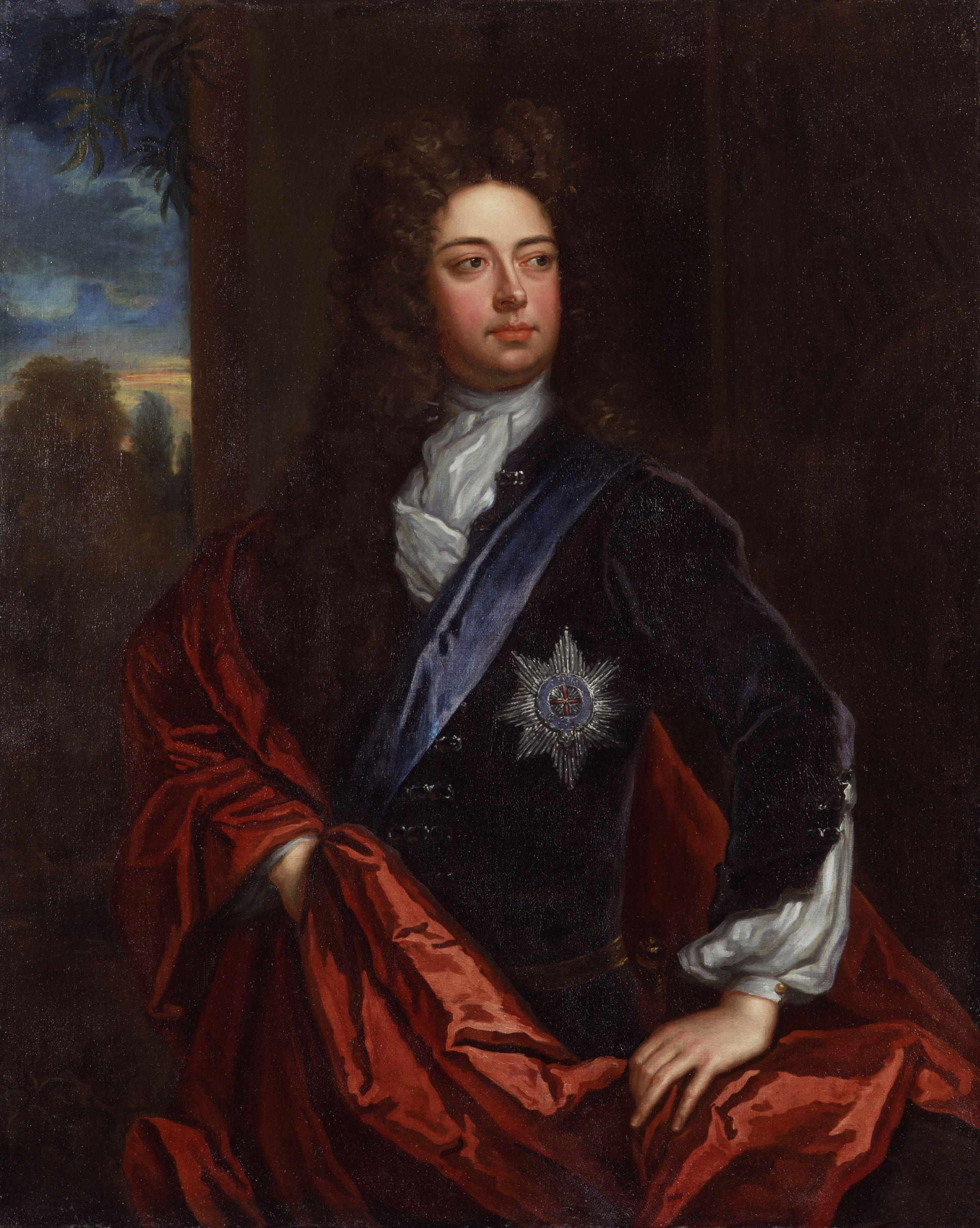
John Churchill, Công tước Marlborough thứ nhất, vào khoảng cuối thế kỉ 17 hoặc đầu thế kỉ 18, tranh của Godfrey Kneller.

Theo sau chiến thắng ở trận Ramillies Marlborough quay lại nước Anh và nhận sự hoan hô nhiệt liệt của Nghị viện; các danh hiệu và gia sản được ban của ông được tuyên bố là có thể truyền lại đời đời cho con cháu, dù người kế thừa là nam hay là nữ. Tuy nhiên, tới năm 1707 quân đội Pháp bắt đầu trỗi dậy trên tất cả các mặt trận, trong khi nội bộ Liên minh rơi vào tranh cãi và sự do dự. Những diễn biến của Đại chiến Bắc Âu cũng đe dọa dẫn tới những hậu quả thảm khốc. Người Pháp đã hi vọng lôi kéo Karl XII, Vua Thụy Điển, tham chiến chống lại Thánh chế Rôma để giải quyết tranh chấp với việc kế vị ngội vua Ba Lan, nhưng bằng một chuyến công cán tới đại bản doanh của Karl tại Altranstädt, tài ngoại giao của Marlborough đã làm nhà vua Thụy Điển dịu lại và ngăn cản ông này can thiệp và việc kế vị ở Tây Ban Nha. Tuy nhiên, nhưng thất bại chính ở Tây Ban Nha tại trận Almanza cũng như dọc theo sông Rhine ở Nam Đức khiến cho Marlborough hết sức lo ngại. Việc Hoàng thân Eugène buộc phải rút khỏi Toulon chấm dứt hi vọng còn rơi rớt lại về một chiến thắng quyết định năm đó.
Từ những tai ương này, Marlborough trở về với một cơn bão chính trị với cuộc khủng hoảng Nội các xoay chiều ra công kích việc điều hành tổng thể chiến tranh. Công tước và Godolphin ban đầu đã đồng ý về một 'kế hoạch ôn hòa' với Harley và tái cấu trúc lại chính phủ. nhưng họ nổi giận khi Harley phê phán việc điều hành chiến tranh lên Nữ vương, và đồng minh của ông này Henry St John, Bộ trưởng Chiến tranh, đặt vấn đề ra Nghị viện. Không còn nghi ngờ về âm mưu của Harley, hai người đồng cai quản đất nước (Marlborough và Godolphin) đe dọa sẽ từ chức nếu Nữ vương không cách chức Harley. Anne đòi giữ vị bộ trưởng sủng thần, nhưng khi Công tước Somerset và Bá tước Pembroke từ chối làm việc nếu không có 'Đại tướng lẫn Bộ trưởng Ngân khố', Harley phải từ chức: Henry Boyle thay thế làm Bộ trưởng Nội vụ,và một người đảng Whig khác, Robert Walpole, thay St John làm Bộ trưởng Chiến tranh. Kết cục cuộc đấu tranh lần cuối cùng chứng tỏ uy thế Marlborough nhưng nó là một chiến thắng cho Đảng Whig, và ông để mất đáng kể vị trí của mình trong mắt Nữ vương.

#### Oudenaarde và Malplaquet

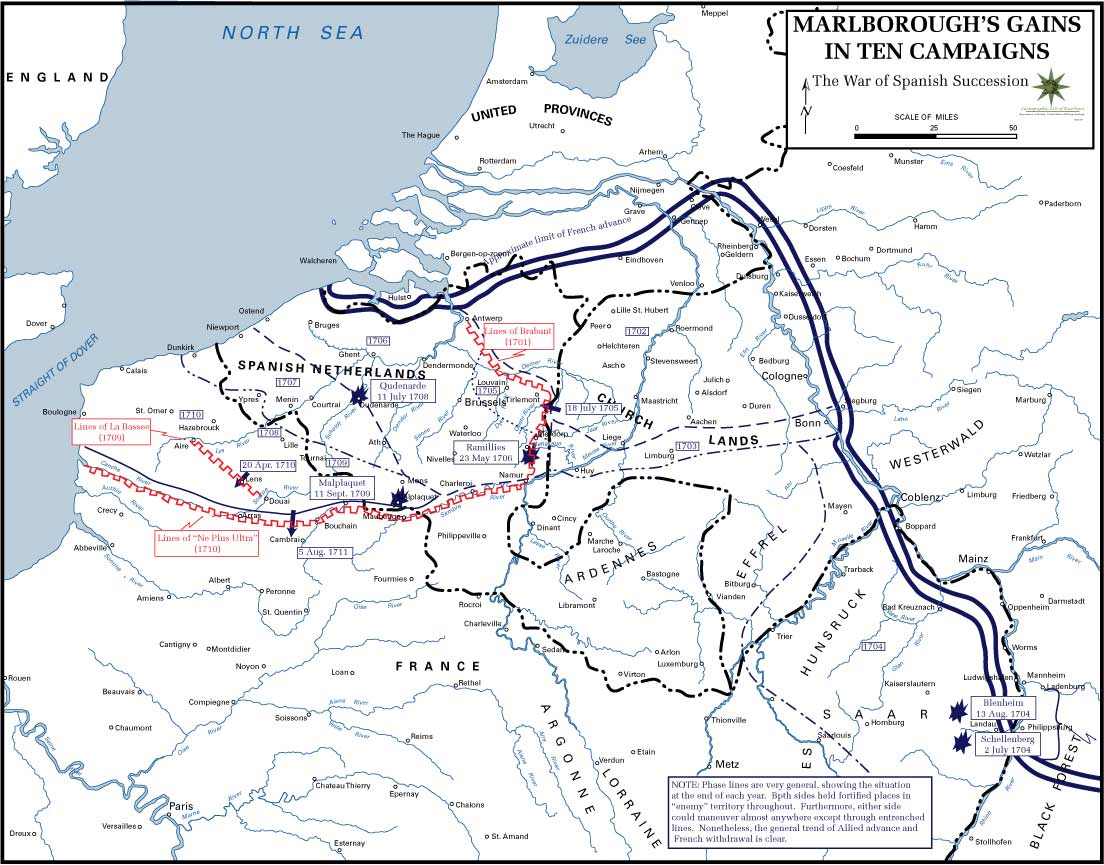
Bản đồ các trận đánh lớn của Marlborough trong Chiến tranh Kế vị Tây Ban Nha. Dưới thời ông nắm quyền chỉ huy (1702–11), Marlborough đã đánh năm trận lớn và công chiếm hơn ba mươi pháo đài của đối phương.

Những thất bại quân sự năm 1707 kéo dài sang những tháng đầu năm 1708 với việc các thành Brugge và Gent bỏ theo phe Pháp. Marlborough cảm thấy nản lòng về tình hình chung, nhưng sự lạc quan trở lại khi Hoàng thân Eugène quay lại mặt trận. Nhờ sự động viên nhiệt tình của Eugène, Marlborough quyết định giành lại thế chủ động chiến lược. Quân Liên minh hành quân vượt qua sông Schelde ở Oudenaarde vừa đúng lúc quân đội Pháp, dưới quyền Nguyên soái Vendôme và Công tước Burgundy, Hoàng thái tôn của Pháp, vừa vượt sông xa hơn hơn về phía bắc một đoạn với dự định vây hãm địa điểm này. Marlborough hành quân quyết đoán để giao chiến. Chiến thắng sau đó tại Trận Oudenaarde ngày 11 tháng 7 năm 1708 đã làm nhụt chí quân đội Pháp ở Vlaanderen; khả năng quan sát trận địa, vận dụng thời gian và hiểu biết sâu sắc về đối phương một lần nữa lại thể hiện. Thắng lợi này, một phần cũng nhờ sự chia rẽ giữa hai chỉ huy Pháp, đã lấy lại thế chủ động cho Liên minh, họ quyết định vây hãm Lille, pháo đài mạnh nhất ở châu Âu. Trong khi công tước chỉ huy lực lượng bao vây, Eugène chỉ đạo cuộc công thành, và Lille đầu hàng ngày 22 tháng 10, nhưng chỉ đến ngày 10 tháng tướng Boufflers mới chịu đầu hàng ở thành lũy cuối cùng. Bất chấp những khó khăn của một cuộc công thành vào mùa đông, chiến dịch năm 1708 là một thành công phi thường, đòi hỏi năng lực tổ chức và hậu cần xuất sắc. Liên minh tái chiếm Brugge và Gent, con người Pháp bị đẩy lui khỏi phần lớn miền Hà Lan thuộc Tây Ban Nha.

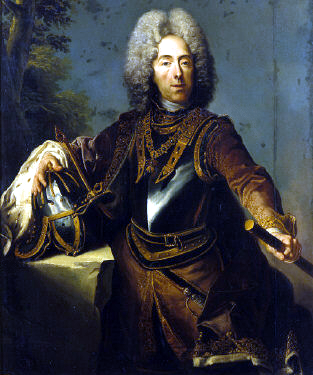
Hoàng thân Eugene của Savoie, tranh của Jacob van Schuppen. Ngoại trừ trận Ramillies, Eugene chia sẻ vinh quang với Marlborough trong hầu hết các trận lớn của Chiến tranh Kế vị Tây Ban Nha.

Trong khi Marlborough đạt được vinh quang trên chiến trường, đảng Whig, giờ ở thế thượng phong, đuổi tất cả những người Tory còn lại ra khỏi Nội các. Marlborough và Godolphin, giờ không còn gần gũi với Anne, buộc phải tuân thủ những quyết định của một chính quyền đảng Whig, trong khi những người Tory, thất vọng và mong báo thù, mong chờ sự thất thế của những người lãnh đạo cũ. Và các vấn đề phức tạp thêm với nữ công tước, bị thúc đẩy bởi sụ căm ghét đối với Harley và Abigail, cuối cùng đã khiến Nữ vương phát điên và phá hủy thứ còn lại của tình bạn giữa họ. Sarah chỉ còn giữ được vị trí trong cung đình như cái giá phải trả để giữ cho vị phu quân đang trên đỉnh cao chiến thắng lãnh đạo quân đội.

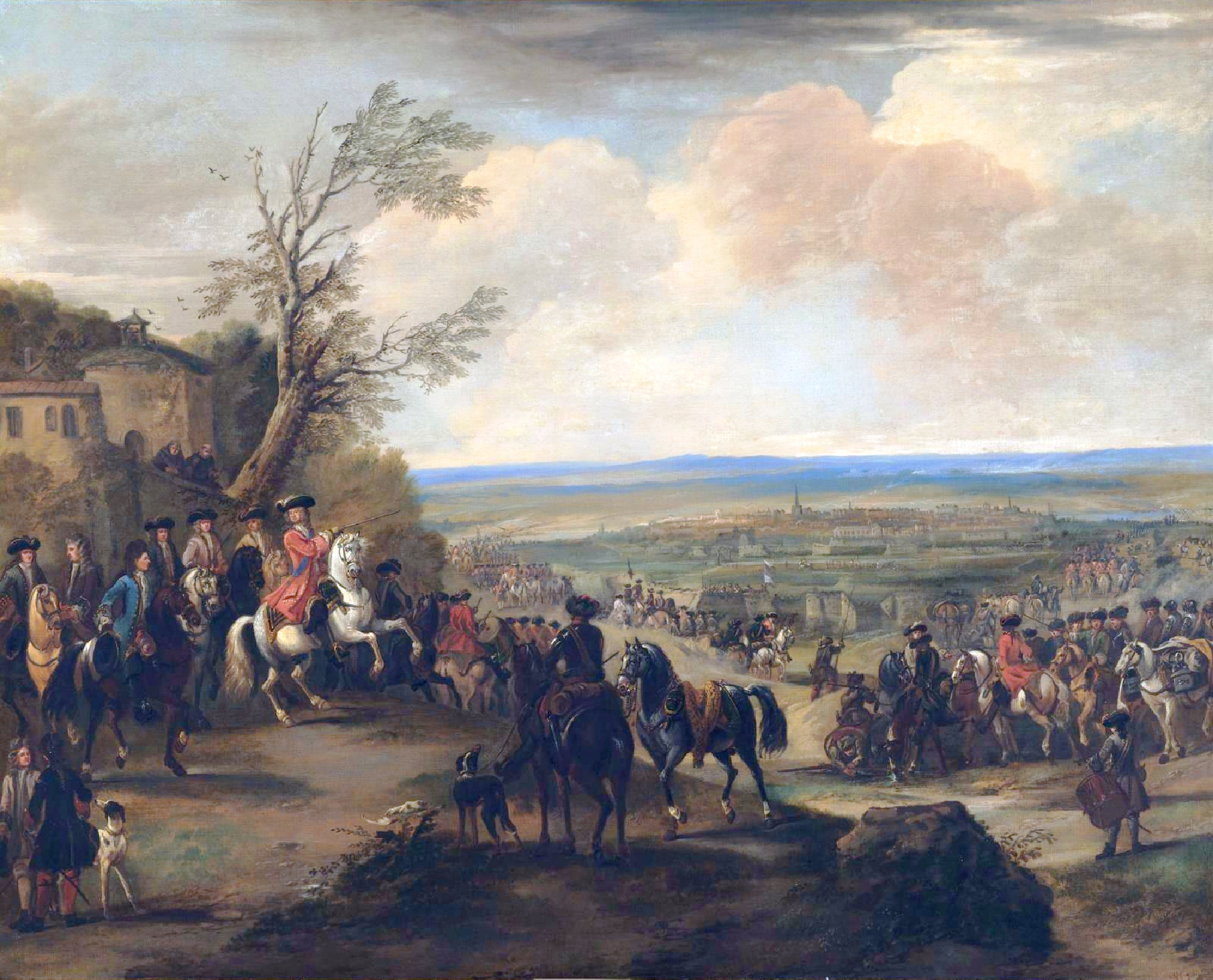
Marlborough trong Trận Oudenaarde, 1708, tranh vẽ của John Wootton.

Sau những thất bại gần đó và một trong những mùa đông buốt giá nhất trong lịch sử hiện đại, nước Pháp đứng trước bờ vực sụp đổ. Tuy nhiên, yêu cầu của Liên minh trong hòa đàm tại La Hay vào tháng 4 năm 1709 (chủ yếu liên quan tới Khoản 37 buộc Louis XIV trao lại Tây Ban Nha trong vòng hai tháng hoặc đối diện với chiến tranh tái diễn), bị người Pháp từ chối tháng 6. Đảng Whig, người Anh, Marlborough và Eugène thất bại vì những lý do cá nhân và chính trị trong việc tạo nên một hòa ước có lợi, gắn với khẩu hiệu không nhượng bộ 'Không hòa bình mà không có Tây Ban Nha' mà không có bất kì hiểu biết rõ ràng nào về cách để đạt được nó. Trong lúc đó Harley, được Abigail lén lút ủng hộ, tập hợp những người ôn hòa về phe mình, sẵn sàng để đóng một vai trung dung đầy tham vọng và quyền lực.
Marlborough trở lại chiến dịch ở Hà Lan vào tháng 6 năm 1709. Sau khi dùng mưu mẹo với Nguyên soái Villars để chiếm thị trấn Tournai ngày 3 tháng 9 (một chiến dịch quan trọng và đẫm máu), Liên minh chuyển sự chú ý sang Mons, quyết định duy trì áp lực không ngừng lên người Pháp. Trước nguy cơ diệt vong Louis XIV ra lệnh khẩn cấp phải cứu bằng được thành phố, Villars tiến quân tới thị trấn nhỏ Malplaquet ngày 9 tháng 9 năm 1709 và đào hào cố thủ vị trí này. Hai ngày sau hai bên giao chiến tại đây. Ở phía cánh trái Liên minh Hoàng thân Orange lãnh đạo bộ binh Hà Lan tuyệt vọng công kích vào công sự Pháp chỉ để bị đánh tan nhiều lần. Ở cánh phải Eugène tấn công và chịu thương vong không kém. Tuy nhiên, áp lực dồn lên hai cánh buộc Villars nơi lỏng trung tâm, khiến cho Marlborough có thể đem quân đột phá và giành lấy chiến thắng. Cái giá phải trả rất cao: con số thương vong Liên quân chừng gấp đôi đối phương (khoảng 2 vạn người), buộc Marlborough phải thú nhận – "Người Pháp đã phòng thủ trong trận này tốt hơn bất cứ trận nào tôi từng thấy." Công tước chiếm Mons thành công vào ngày 20 tháng 10, nhưng khi ông về Anh những đối thủ của ông sử dụng con số thương vong ở Malplaquet để hạ uy tín của ông. Harley, giờ đây trở thành lãnh tụ đảng Tory, tìm mọi cách để thuyết phục người ta rằng những người đảng Whig ủng hộ chiến tranh - và sự tương hợp bề ngoài giữa chính sách Whig, Marlborough và Godolphin – đang dẫn đất nước vào chỗ sụp đổ.

#### Kết thúc

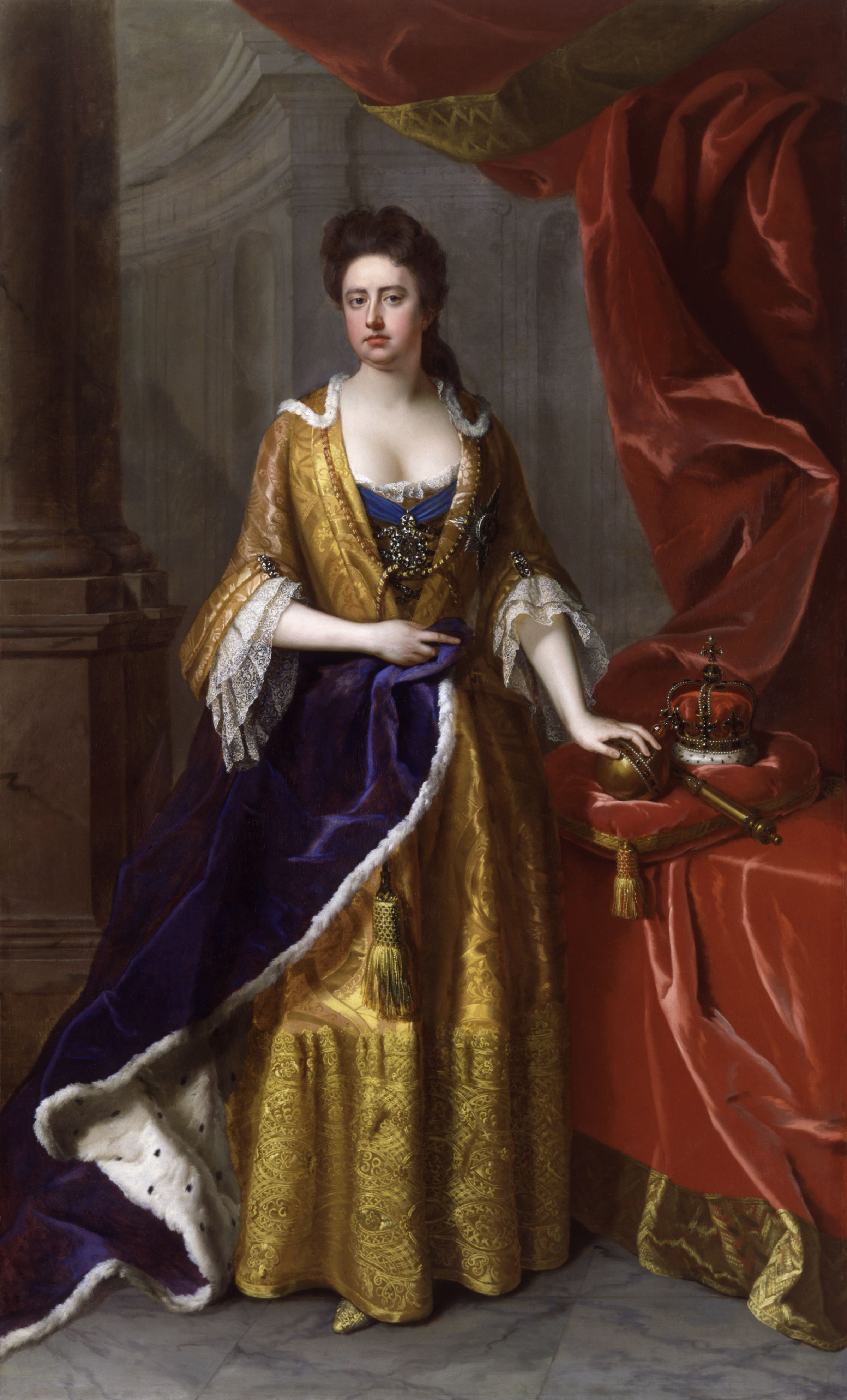
Nữ vương Anne, tranh của Michael Dahl.

Trước giờ Liên minh vẫn tự tin kỳ vọng rằng chiến thắng trong một loạt các trận lớn sẽ buộc Louis XIV phải chấp nhận hòa bình theo các điều kiện của Liên minh, nhưng sau trận Malplaquet (trận đẫm máu nhất trong cuộc chiến), chiến lược đó mất đi tính đúng đắn: Villars chỉ cần phải tránh thất bại để cho một hòa ước có tính nhượng bộ trở thành không thể tránh khỏi. Tháng 3 năm 1710, các cuộc đàm phán được mở lại ở Geertruidenberg, nhưng một lần nữa Louis XIV không chịu chấp nhận yêu sách của đảng Whig đòi rời cháu nội ông ta, Felipe V, ra khỏi Tây Ban Nha. Một cách công khai Marlborough phục tùng chính phủ, nhưng cá nhân ông bày tỏ nghi ngờ việc gây sức ép lên người Pháp chấp nhận một giải pháp quá mất thể diện như vậy liệu có khả thi.
Mặc dù công tước chỉ là quan sát viên tại Geertruidenberg, thất bại của đàm phán đem lại cớ cho những người chống ông tuyên truyền rằng ông đang tìm cách kéo dài cuộc chiến để trục lợi cá nhân. Nhưng với sự miễn cưỡng ông vẫn trở lại cầm quân vào mùa xuân, chiếm Douai vào tháng 6, trước khi chiếm Béthune, và Saint-Venant, rồi đến Aire-sur-la-Lys tháng 11. Tuy nhiên, đến lúc này sự ủng hộ cho chính sách tham chiến của đảng Whig đã suy sụp. Nội các từ lâu thiếu sự gắn kết và tin tưởng lẫn nhau (đặc biệt sau khi xảy ra bê bối Sacheverell) khi vào mùa hè Nữ vương tiến hành kế hoạch phá vỡ nó do Harley vạch ra. Sunderland bị sa thải vào tháng 6, sau đó là Godolphin (người từ chối cắt đứt quan hệ với Sarah) vào tháng 8, rồi đến lượt những người khác. Kết quả của cuộc bầu cử tháng 10 là một chiến thắng áp đảo cho đảng Tory với nghị trình kêu gọi hòa bình. Tuy nhiên Marlborough vẫn làm tổng tư lệnh quân đội. Nhóm Junto thất bại, người Hà Lan, Eugène và Hoàng đế Leopold, đều van nài ông ủng hộ mục đích chung, trong khi các bộ trưởng mới, biết rằng họ phải đánh một chiến dịch nữa, yêu cầu ông phải duy trì áp lực lên kẻ thù trong khi họ đưa ra những sắp xếp hòa đàm của riêng mình.
Công tước, người đã gầy đi và thay đổi rất nhiều, trở lại Anh tháng 11. Quan hệ của ông với Anne chịu thêm những tổn hại trong những tháng gần đó (bà từ chối ban cho ông chức Đại tướng Tổng tư lệnh suốt đời, và can thiệp vào việc bổ nhiệm các tướng lĩnh). Tuy nhiên, vấn đề trung tâm là ở nữ công tước người mà sự căm tức với Harley và Abigail ngày càng tăng cuối cùng đã thuyết phục Nữ vương loại bỏ bà. Marlborough đến thăm Anne ngày 17 tháng 1 năm 1711 trong một nỗ lực cuối cùng để cứu mạng vợ mình, nhưng Nữ vương không lay động và đòi Sarah phải từ bỏ Chìa khóa Vàng (biểu tượng vị trí Chưởng khố Cơ mật viện mà bà giữ) trong vòng hai ngày, cảnh báo rằng "Ta sẽ không nói chuyện gì khác cho đến khi ta có chiếc chìa khóa." Sarah đành chấp nhận và các vị trí của bà rơi vào tay Abigail Masham và Nữ công tước Somerset.

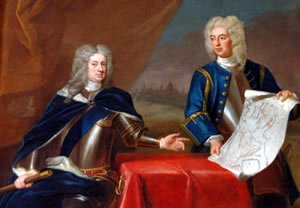
Marlborough và John Armstrong kĩ sư trưởng của ông thảo luận cho trận Bouchain.

Bất chấp những biến động này - cộng với sức khỏe suy giảm - Marlborough trở lại La Hay cuối tháng 2 để chuẩn bị cho chiến dịch cuối cùng của mình, và sẽ là một trong những chiến dịch vĩ đại nhất. Một lần nữa Marlborough và Villars lập đội hình giáp trận nhau, lần này là dọc theo đoạn Avesnes-le-Comte–Arras của vành đai Non Plus Ultra. Bằng mưu chước tâm lý xuất chúng, và một cuộc hành quân bí mật ban đêm gần 40 dặm trong 18 tiếng, quân Liên minh đột phá vành đai được cho là không thể chọc thủng được mà không mất một người lính nào; Marlborough giờ ở vị trí có thể vây hãm pháo đài Bouchain. Villars không có cách nào để can thiệp, khiến cho pháo đài phải đầu hàng vô điều kiện ngày 12 tháng 9. Chandler viết – "Nghệ thuật quân sự thuần túy với nó ông liên tục lừa được Villars trong nửa đầu chiến dịch chỉ có vài người sánh nổi trong toàn lịch sử quân sự ... và trận vây hãm Bouchain sau đó với toàn bộ tính phức tạp kỹ thuật của nó là một minh chứng chính xác không kém về tính ưu việt trong quân sự."
Tuy nhiên thời gian cho Marlborough đã hết. Thắng lợi chiến lược của ông năm 1711 khiến cho hầu như chắc chắn rằng Liên minh sẽ hành quân vào Paris năm sau đó, nhưng Harley không có ý định để tiến trình cuộc chiến đi quá xa và đe dọa phá hỏng những điều khoản có lợi có được từ những đàm phán Anh-Pháp bí mật (dựa trên ý tưởng rằng Felipe V sẽ giữ được ngai vàng) tiến hành trong suốt năm đó. Marlborough từ lâu nghi ngờ chính sách 'Không hòa bình mà không có Tây Ban Nha', nhưng ông không muốn từ bỏ các đồng minh của mình (bao gồm Tuyển hầu xứ Hannover, người có thể kế vị Anne), và hợp lực với phe Whig phản đối các điều kiện hòa bình. Những lời khẩn nài cá nhân từ Nữ vương (người từ lâu đã mệt mỏi với chiến tranh), không thuyết phục được công tước. Tuyển cử hầu cũng nói rõ rằng ông cũng phản đối đề xuất hòa bình của đảng Tory, và công khai ủng hộ đảng Whig. Tuy nhiên, Anne tỏ ra cương quyết và ngày 7 tháng 12 năm 1711 bà tuyên bố rằng – "bất chấp những kẻ ham thích chiến tranh" – một lời nhạo báng Marlborough – "cả thời gian và địa điểm đã được chỉ định cho việc mở ra hiệp ước hòa bình chung."

#### Mất chức
Để ngăn cản chiến tranh trở lại vào mùa xuân, người ta cảm thấy cần phải thay thế Marlborough bằng một vị tướng khác gần gũi với các bộ trưởng của Nữ vương và ít quan hệ với Liên minh hơn. Để làm điều này, Harley (mới được phong là Bá tước Oxford) và St John đầu tiên cần phải đưa ra những cáo buộc chống lại công tước, hoàn thành bức tranh chống đảng Whig, chống chiến tranh mà Jonathan Swift đã đang giới thiệu cho một công chúng nhẹ dạ thông qua một loạt các tiểu luận của ông, nổi bật Cách cư xử của Đồng minh (1711). Các phương cách để đạt được một sự sụp đổ cho Marlborough được bắt đầu khi chính phủ lập ra một 'Ủy ban thu thập, điều tra, và xác định những ghi chép công cộng của Vương quốc' trực thuộc Nghị viện, để tường trình về những sai phạm điều hành trong chiến tranh.
Hai cáo buộc chính chống Marlborough được đưa ra Hạ viện: thứ nhất là một khẳng định rằng trong vòng hơn 9 năm ông đã nhận hơn 63 nghìn bảng Anh tiền phi pháp từ các nhà thầu bánh mì và vận tải ở Hà Lan; thứ hai, ông đã lấy 2,5% từ khoản trả cho quân đội nước ngoài phục vụ cho Anh, lên tới 28 vạn bảng Anh. Marlborough bác bỏ chúng, khẳng định rằng cáo buộc thứ nhất thực chất là tiền lệ được thực hiện từ lâu, và đối với cáo buộc thứ hai, ông đưa ra một giấy phép ký bởi Nữ vương năm 1702 cho phép ông chiết khấu những khoản tiền dịch vụ bí mật dành cho chiến tranh. Nhưng phát hiện sơ bộ là đủ để Harley thuyết phục Nữ vương ra quyết định sau cùng. Ngày 29 tháng 12 năm 1711, dù cho những cáo buộc chưa được kiểm chứng, Anne, người nợ Marlborough thành công và vinh quang của triều đại bà, gửi thư cho ông: "Ta lấy làm tiếc cho thanh danh của ngài rằng các lý do đã trở nên công khai tới mức ta cần thiết phải cho ngài biết rằng ngài đã khiến mình không còn phù hợp để tiếp tục phục vụ ta thêm nữa". Phe Tory thống lĩnh Nghị viện ra kết luận với một đa số áp đảo rằng, 'việc chiếm lấy một số khoản tiền hàng năm của Công tước Marlborough từ nhà thầu cho việc mua bánh mì và xe ngựa ... là không được cấp phép và phi pháp', và rằng khoản 2,5% chiết khấu trong lương trả cho lính nước ngoài 'là tiền quỹ công và đáng ra nên được vào sổ.' Khi người thay thế Marlborough là Cong tước Ormonde, rời Luân Đôn tới La Hay để đảm nhận chức tư lệnh quân Anh, khởi hành, Giám mục Burnet ghi nhận là ông này mang theo 'chính khoản tiền chiết khấu mà vừa mới đây Công tước Marborough bị bỏ phiếu là phạm tội'.
Các đồng minh bị choáng váng vì việc cách chức Marlborough, tất nhiên người Pháp cảm thấy vui mừng vì loại bỏ được vật cản chính cho các cuộc đàm phán Anh-Pháp. Bá tước Oxford (Harley) và St John không muốn Đại tướng mới của Anh tiến hành bất kỳ hành động nào, ra lệnh cho Ormonde thi hành kiềm chế không sử dụng quân Anh để chống lại người Pháp – một bước đi khét tiếng là đã phá hoại chiến dịch cô độc của Eugène ở Vlaanderen. Marlborough tiếp tục bày tỏ quan điểm của mình, nhưng ông bị tấn công không ngừng bởi kẻ thù và báo chí chính phủ; tài sản của ông tiêu tán và Cung điện Blenheim hết tiền xây dựng trong khi vẫn chưa hoàn thành; và với việc nước Anh chia rẽ giữa các phái Jacobite và phái thân Hanover, Marlborough nghĩ tốt hơn là rời khỏi đất nước. Sau khi dự đám tang của Godolphin vào ngày 7 tháng 10, ông tự lưu đày sang lục địa vào ngày 1 tháng 12 năm 1712.

### Trở lại vòng ân sủng và những năm cuối đời

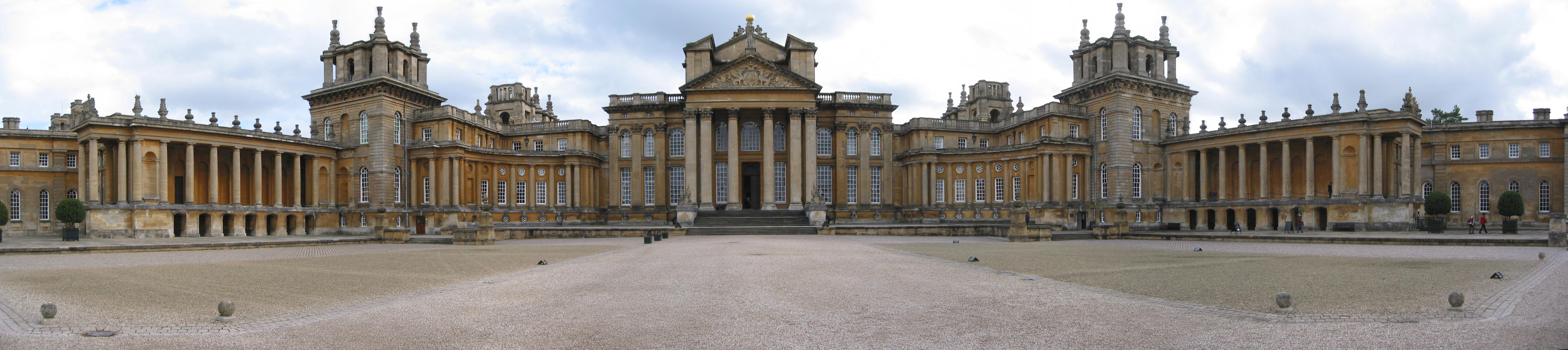
Cung điện Blenheim do John Vanbrugh thiết kế. Khởi công năm 1705, nhưng do những khó khăn tài chính chồng chất, 'đống đá' này (cách mà nữ Công tước bực tức gọi) chỉ hoàn thành vào năm 1733.

Marlborough được người dân và triều đình khắp châu Âu chào đón và ăn mừng, nơi ông không chỉ được kính trọng như một vĩ tướng vĩ đại mà còn là một hoàng thân của Đế quốc Rôma Thần thánh. Sarah cũng đoàn tụ với ông vào tháng 2 năm 1713, và lấy làm vui sướng tới Frankfurt giữa tháng 5 khi thấy rằng quân đội dưới quyền Eugene dành cho chồng bà 'tất cả sự kính trọng như thế ông vẫn còn ở vị trí cũ'. Công tước cũng du hành tới lãnh địa hoàng thân của mình ở Mindelheim mà ông ngờ rằng sẽ bị trả về Bavaria vào cuối cuộc hòa đàm.
Trong suốt các chuyến hành trình Marlborough vẫn duy trì liên lạc chặt chẽ với triều đình Hanover, quyết định đảm bảo một sự chuyển giao quyền lực không đổ máu cho Tuyển cử hầu khi Anne qua đời. Ông cũng thư từ với những người Jacobite. Và tinh thần của thời đại đó cũng không thấy gì là sai trái trong tình bạn vẫn tiếp tục giữa Marlborough và người cháu của ông, Công tước Berwick, con ngoài giá thú của James II với Arabella. Nhưng những cam đoán chống lại một sự tái lập Jacobite (mà ông đã từ bỏ kể từ những năm đầu của triều đại William III, bất kể nó giả rối ra sao), đã khuấy động những nghi ngờ của Hanover, và có lẽ ngăn cản ông giữ vị trí hàng đầu trong số các cố vấn của nhà vua George I tương lai.

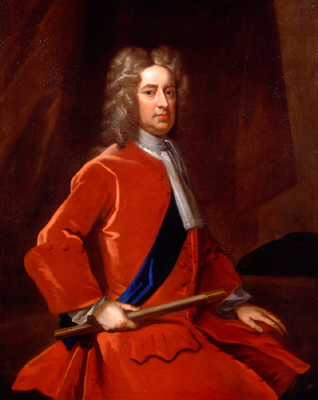
Marlborough trong thời nghỉ hưu, tranh bởi Enoch Seeman.

Các đại diện của Pháp, Anh, và Cộng hòa Hà Lan ký Hiệp ước Utrecht vào ngày 11 tháng 4 năm 1713 (Lịch Gregory) – Hoàng đế và các đồng minh Đức, bao gồm Tuyển cử hầu Hanover, tiếp tục chiến tranh thêm một năm rồi mới quyết định chấp nhận các điều khoản thương lượng chung. Hiệp định đánh dấu sự trỗi dậy của Anh trong vai trò một đại cường. Tuy nhiên trong nội bộ, quốc gia vẫn bị chia cắt giữa các đảng phái Whig và Tory, Jacobite và phe thân Hanover. Đến lúc đó Oxford và St John (trở thành Tử tước Bolingbroke kể từ 1712) – gắn bó chặt chẽ bởi các tranh chấp chính trị và kẻ thù – đã phá hoại hoàn toàn nền điều hành của Tory. Marlborough vẫn nắm đầy đủ tin tức về các sự kiện trong lúc lưu đày và vẫn là một nhân vật quyền lực trong chính trường, một phần đáng kể vì mối quan hệ cá nhân giữa ông và Nữ vương chưa đoạn tuyệt hẳn. Sau cái chết của con gái Elizabeth vì đậu mùa vào tháng 3 năm 1714, Marlborough liên lạc với Nữ vương. Mặc dù nội dung bức thư còn chưa rõ nhưng có thể là Anne đã triệu tập ông về nhà hoặc đã có một thỏa thuận tái bổ nhiệm ông vào các chức vụ trước đó.
Thời hoàng kim của Oxford cũng đến chỗ kết thúc, và Anne quay sang Bolingbroke và Marlborough để ủy thác việc trông nom chính quyền và đảm bảo việc chuyển giao ngôi vị suôn sẻ. Nhưng trước cuộc đấu đá chính trị gay gắt sức khỏe Nữ vương, vốn sẵn yếu ớt, bị suy yếu nhanh chóng và vào ngày 1 tháng 8 năm 1714 – đúng ngày nhà Marlborough trở lại nước Anh – bà qua đời. Hội đồng Cơ mật lập tức tuyên bố Tuyển cử hầu Hanover thành Vua George I của Anh. Những người Jacobite không kịp trở tay; và các vị nhiếp chính do George bổ nhiệm cầm quyền chờ lúc ông tới Anh. Việc đăng quang này báo trước điềm gở cho những người chủ trương Hiệp ước Utrecht – Bolingbroke và Oxford. Bolingbroke (một người Jacobite trung thành) chạy trốn đến Pháp, trong khi những người đảng Whig truy đuổi Oxford tới Tháp Luân Đôn. Trái lại, Marlborough được chào đón nhiệt liệt.
Nhà vua mới không hoàn toàn bỏ qua những chuyện qua lại của ông với Saint-Germain, và không hề có ý định sử dụng năng lực của ông ở đâu ngoài lĩnh vực quân sự. Tuy nhiên việc bổ nhiệm làm Đại tướng Tổng tư lệnh, Tư lệnh quân khí, và Đại tá của Trung đoàn Vệ binh Hoàng gia số 1, một lần nữa đưa Marlborough trở thành nhân vật quyền lực và đáng kính trong triều đình. Việc trở lại quyền lực khiến cho công tước trở thành người cầm quyền chỉ huy đàn áp cuộc nổi dậy Jacobite năm 1715 (mặc dù trợ tá cũ của ông, William Cadogan mới điều hành chiến dịch). Nhưng sức khỏe của ông suy giảm dần, và ngày 28 tháng 5 năm 1716, ít lâu sau cái chết của con gái Anne, Nữ bá tước Sunderland, ông chịu một trận đột quỵ liệt người ở gia trang Holywell. Đến tháng 11 ông lại bị đột quỵ lần nữa, lần này còn nghiêm trọng hơn, lần này ở Blenheim. Công tước hồi phục ít nhiều, trong khi giọng nói ông yếu đi trí óc ông vẫn còn sáng suất, và đủ khỏe để cưỡi ngựa quan sát những thợ xây xây dựng Cung điện Blenheim và tham dự buổi họp Thượng viện buộc tội Oxford phản quốc.
Năm 1719 vợ chồng Công tước chuyển vào ở cánh trái của cung điện chưa hoàn thành, nhưng Công tước chỉ còn 3 năm để tận hưởng nó. Khi sống ở điền trang Windsor ông chịu một cơn đột quỵ nữa vào tháng 6 năm 1722, không lâu ngay sau lễ sinh nhật thứ 72. Cuối cùng, vào lúc 4 giờ chiều ngày 16 tháng 6, với sự hiện diện của vợ và hai con gái Henrietta Godolphin và Mary Montagu, Công tước Marlborough thứ nhất qua đời. Ban đầu ông được chôn trong mái vòm ở tiểu giáo đường của Henry VII của Anh ở Tu viện Westminster, nhưng dưới chỉ dẫn mà Sarah (mất năm 1744) để lại, thi hài của Marlborough được dời tới nằm dưới mài vòm gần giáo đường ở Blenheim, bên cạnh mộ bà.

## Đánh giá

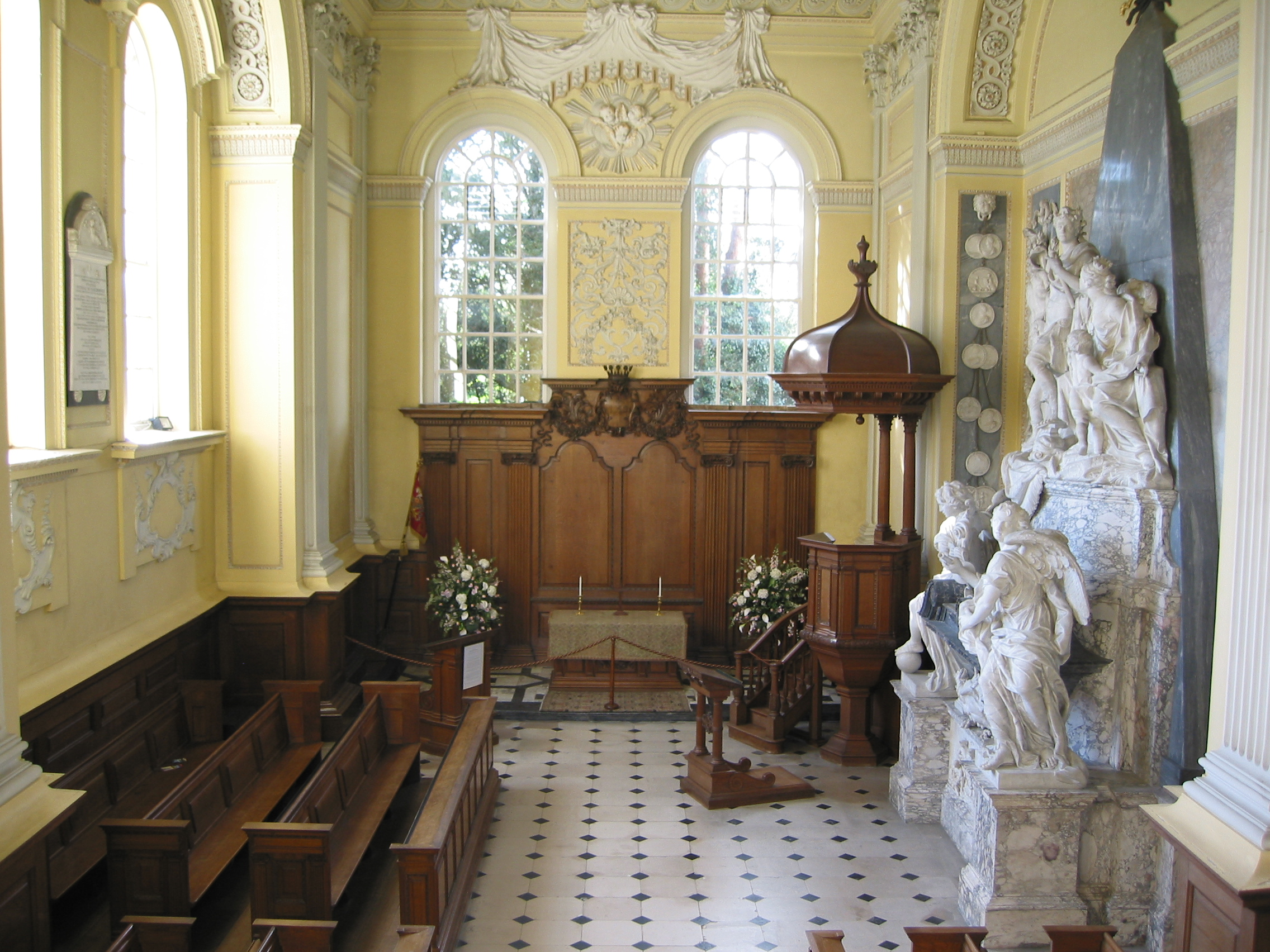
Nơi an nghỉ Công tước và Nữ công tước trong tiểu giáo đường tại Cung điện Blenheim.

Các sử gia không thống nhất với nhau trong cách đánh giá Marlborough. Phần lớn trong số họ ghi nhận thiên tài quân sự của ông. Tuy nhiên, sử gia theo phái Whig, Thomas Macaulay, chê trách Marlborough trong suốt những trang liên quan trong cuốn Lịch sử nước Anh; điều mà các sử gia John Wilson Croker và George Trevelyan lên án là phỉ báng lộ liễu. Chính để đáp lại cuốn sách của Macaulay mà một hậu duệ của ông, Winston Churchill, đã viết một cuốn tiểu sử mang đậm tính tán dương tiêu đề Marlborough: His Life and Times (4 tập, 1933–1938).
Đầu óc tham vọng và ham muốn theo đuổi sự giàu có, quyền lực và danh vọng khiến Marborough có tiếng là hám lợi và keo kiệt. Như Trevelyan chỉ ra, những đặc tính này hết sức phổ biến đương thời, hầu như bất kỳ chính khách nào cũng tìm cách vun vén cho gia tộc và tích lũy những khối tài sản khổng lồ lấy từ quỹ công; và rằng trường hợp Marlborough đã bị cường điệu lên do tuyên truyền bôi nhọ của đối thủ. Tuy nhiên trong con đường tiến thân Marlborough không ít lần tỏ ra bất chấp vô lương tâm, mà trường hợp đào ngũ khỏi phe James II là vết nhơ không thể chối cãi. Cùng với Macaulay, sử gia G. K. Chesterton cũng lên án mạnh mẽ điều này, so sánh Marborough với kẻ bội Chúa Judas. Trevelyan biện hộ cách hành xử của công tước trong cuộc đảo chính năm 1688 là thể hiện lòng trung thành với lý tưởng tự do và đức tin Kháng Cách, nhưng những điều đó không giúp giải thích tại sao sau này ông vẫn duy trì liên lạc với Saint-German; và chính kiểu ngoại giao hai mặt này khiến William III và George I không tin tưởng ông thực sự.
Sự suy yếu của Marlborough cuối thời đại Anne nằm trong bối cảnh chính trị của nước Anh đương thời. Marlborough quyết tâm giữ cho nền điều hành của Nữ vương không bị chính trị đảng phái chi phối, ban đầu nhận được sự ủng hộ hoàn toàn, nhưng khi ân sủng hoàng gia ngoảnh mặt đi, công tước, cũng như đồng minh chính Godolphin cảm thấy bị cô lập vì không thực sự được đảng phái nào ủng hộ. Đầu tiên họ trở thành người phục vụ cho đảng Whig, sau đó lại thành nạn nhân của đảng Tory.

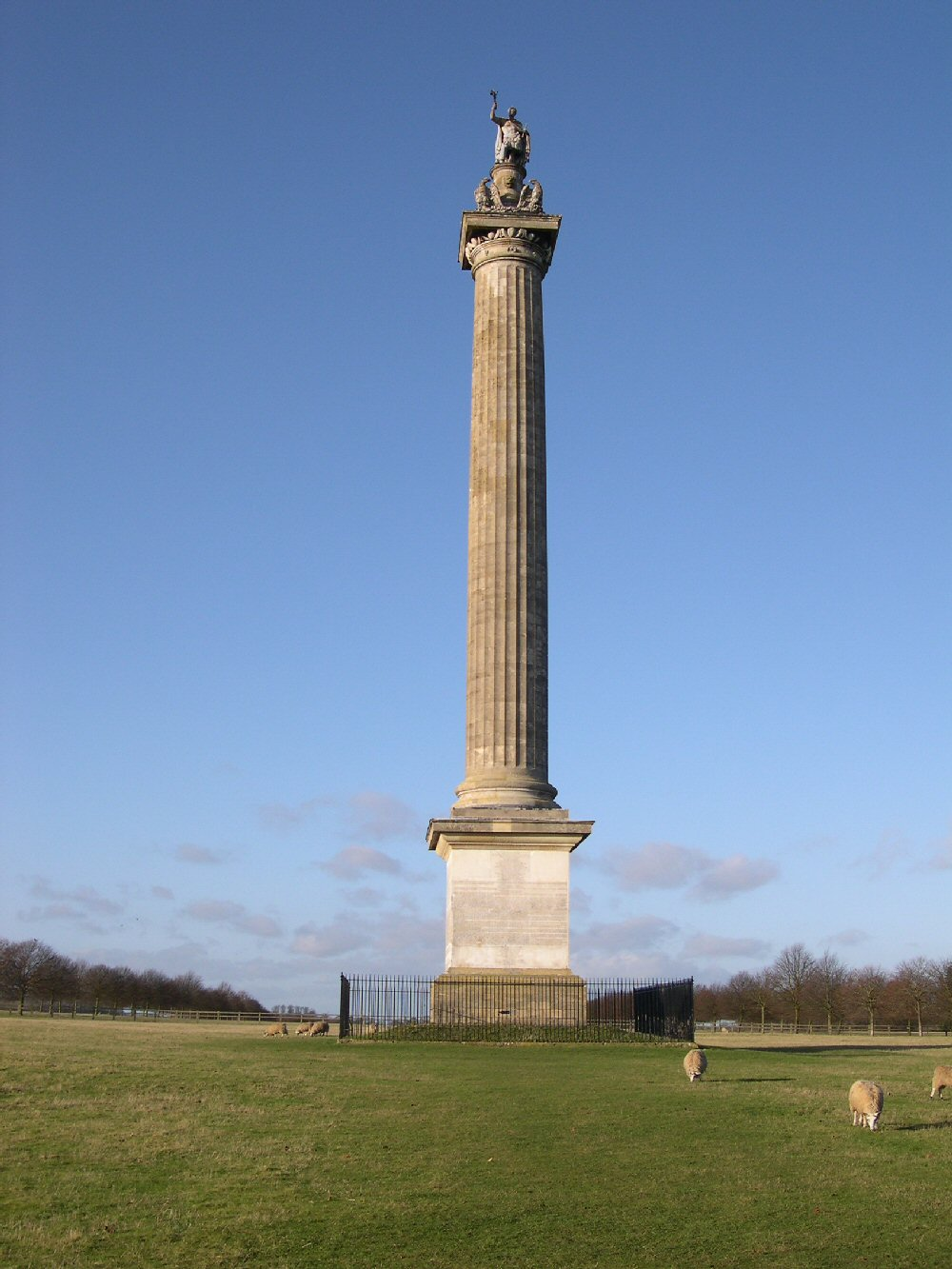
Cột Khải hoàn Blenheim xây dựng trên nền đất điền trang Blenheim, Oxfordshire.

Về mặt thành tích quân sự, đối với những sử gia quân sự David Chandler và Richard Holmes, Marlborough là vị tướng Anh vĩ đại nhất trong lịch sử, một đánh giá được chia sẻ bởi nhiều người khác, trong đó có Công tước xứ Wellington, người nói không thể "nghĩ ra điều gì vĩ đại hơn Marlborough ở vị trí tổng tư lệnh quân đội Anh."
Tài năng quân sự lớn nhất của Marlborough thể hiện ở chỗ, ông có một sự hiểu biết rộng rãi các vấn đề chiến lược liên quan mà hiếm ai có được. Ông hành động để duy trì sự thống nhất phối hợp giữa nhiều cường quốc, tuy nhiên sự mở rộng chiến tranh nhắm vào sự lật đổ ngôi vua Tây Ban Nha Felipe V tỏ ra là một sai lầm chết người. Dù cho cá nhân Marlborough không tán thành điều khoản phi thực tế này, và ông không có vai trò chính thức trong đàm phán hòa bình, với tầm ảnh hưởng của mình đáng ra ông có thể gây sức ép lên đàm phán, cũng như ông đã có thể kêu gọi các nước đồng minh ngừng chiến tranh sau khi nó đã đạt được những kết cục hợp lý. Về những điều này theo Chandler ông phải chịu một phần trách nhiệm.
Trong chiến trận, Marlborough ưa vận động chiến hơn là chiến tranh công thành. Bên cạnh sự hỗ trợ của một loạt các thuộc cấp có năng lực (do chính ông chọn lựa cẩn thận, chẳng tướng Cadogan) cũng như phối hợp với một tài năng quân sự lớn khác là Hoàng thân Eugène, Marlborough còn có tầm nhìn xa trông rộng và khả năng đánh giá năng lực đối phương xuất sắc trong giao chiến, cũng như kĩ năng duy trì nhịp điệu tấn công vào những phút quyết định. Tài tiên đoán nổ súng, hành quân và tấn công binh chủng phối hợp nằm ở nguồn gốc những thắng lợi trên chiến trường của ông.
Tuy nhiên, xét tổng thể, Marlborough được xem là một người thực hành vĩ đại các chiến lược chiến tranh của đầu thế kỉ 18, hơn là một nhà cách tân vĩ đại tái định nghĩa lý thuyết chiến tranh như Napoléon sau này.
Bên cạnh đó, Marlborough còn là nhà tổ chức xuất sắc, liên tục đảm bảo quân nhu và giữ vững đội hình bất chấp những cuộc hành quân đường trường táo bạo sâu vào đất địch. Sự quan tâm dành cho binh lính cũng lòng dũng cảm cá nhân của Marlborough, người sẵn sàng xông ra tuyến đầu trận tiền chinh phục được lòng tin và ngưỡng mộ của binh lính, đến độ một hạ sĩ trong quân đội ông, Matthew Bishop, phải bày tỏ: "Thế giới trước giờ không thể sinh ra một con người giàu lòng nhân đạo hơn thế". Ngay cả những kẻ thù cũ của ông cũng phải thừa nhận những phẩm chất của công tước. Trong Letters on the Study of History (1752), Bollingbroke tuyên bố "Tôi lấy làm hân hạnh có cơ hội này để bày tỏ sự công bằng cho con người vĩ đại đó... [người mà ký ức] như vị tướng vĩ đại nhất, và bộ trưởng vĩ đại nhất mà quốc gia của chúng ta, mà có lẽ bất cứ quốc gia nào, mà tôi tôn kính."

## Phả hệ
| \| \| \| \| \| \| \| \| \| \| \| \| \| \| \| \| \| \| \| \| 16. Matthew Churchill của Bradford \| \| \| \| \| \| \| \| \| \| \| \| \| \| \| \| \| \| \| \| \| \| \| \| \| \| \| \| \| \| \| \| \| \| \| \| \| \| \| \| \| \| \| \| \| \| \| \| \| \| \| \| \| \| 8. Jasper Churchill \| \| \| \| \| \| \| \| \| \| \| \| \| \| \| \| \| \| \| \| \| \| \| \| \| \| \| \| \| \| \| \| \| \| \| \| \| \| \| \| \| \| \| \| \| \| \| \| \| \| \| \| \| \| 17. Alice Gould \| \| \| \| \| \| \| \| \| \| \| \| \| \| \| \| \| \| \| \| \| \| \| \| \| \| \| \| \| \| \| \| \| \| \| \| \| \| \| \| \| \| \| \| \| \| \| \| \| \| \| \| \| \| 4. John Churchill \| \| \| \| \| \| \| \| \| \| \| \| \| \| \| \| \| \| \| \| \| \| \| \| \| \| \| \| \| \| \| \| \| \| \| \| \| \| \| \| \| \| \| \| \| \| \| \| \| \| \| \| \| \| 18. John Chaplet của Herringston \| \| \| \| \| \| \| \| \| \| \| \| \| \| \| \| \| \| \| \| \| \| \| \| \| \| \| \| \| \| \| \| \| \| \| \| \| \| \| \| \| \| \| \| \| \| \| \| \| \| \| \| \| \| 9. Elizabeth Chaplet \| \| \| \| \| \| \| \| \| \| \| \| \| \| \| \| \| \| \| \| \| \| \| \| \| \| \| \| \| \| \| \| \| \| \| \| \| \| \| \| \| \| \| \| \| \| \| \| \| \| \| \| \| \| 2. Huân tước Winston Churchill \| \| \| \| \| \| \| \| \| \| \| \| \| \| \| \| \| \| \| \| \| \| \| \| \| \| \| \| \| \| \| \| \| \| \| \| \| \| \| \| \| \| \| \| \| \| \| \| \| \| \| \| \| \| 20. Thomas Winston \| \| \| \| \| \| \| \| \| \| \| \| \| \| \| \| \| \| \| \| \| \| \| \| \| \| \| \| \| \| \| \| \| \| \| \| \| \| \| \| \| \| \| \| \| \| \| \| \| \| \| \| \| \| 10. Huân tước Henry Winston của Standish \| \| \| \| \| \| \| \| \| \| \| \| \| \| \| \| \| \| \| \| \| \| \| \| \| \| \| \| \| \| \| \| \| \| \| \| \| \| \| \| \| \| \| \| \| \| \| \| \| \| \| \| \| \| 5. Sarah Winston \| \| \| \| \| \| \| \| \| \| \| \| \| \| \| \| \| \| \| \| \| \| \| \| \| \| \| \| \| \| \| \| \| \| \| \| \| \| \| \| \| \| \| \| \| \| \| \| \| \| \| \| \| \| 22. Huân tước George Bond \| \| \| \| \| \| \| \| \| \| \| \| \| \| \| \| \| \| \| \| \| \| \| \| \| \| \| \| \| \| \| \| \| \| \| \| \| \| \| \| \| \| \| \| \| \| \| \| \| \| \| \| \| \| 11. Dionise Bond \| \| \| \| \| \| \| \| \| \| \| \| \| \| \| \| \| \| \| \| \| \| \| \| \| \| \| \| \| \| \| \| \| \| \| \| \| \| \| \| \| \| \| \| \| \| \| \| \| \| \| \| \| \| 23. Winifred Leigh \| \| \| \| \| \| \| \| \| \| \| \| \| \| \| \| \| \| \| \| \| \| \| \| \| \| \| \| \| \| \| \| \| \| \| \| \| \| \| \| \| \| \| \| \| \| \| \| \| \| \| \| \| \| 1. John Churchill, Công tước Marlborough thứ nhất \| \| \| \| \| \| \| \| \| \| \| \| \| \| \| \| \| \| \| \| \| \| \| \| \| \| \| \| \| \| \| \| \| \| \| \| \| \| \| \| \| \| \| \| \| \| \| \| \| \| \| \| \| \| 24. Huân tước Bernard Drake của Ashe \| \| \| \| \| \| \| \| \| \| \| \| \| \| \| \| \| \| \| \| \| \| \| \| \| \| \| \| \| \| \| \| \| \| \| \| \| \| \| \| \| \| \| \| \| \| \| \| \| \| \| \| \| \| 12. John Drake \| \| \| \| \| \| \| \| \| \| \| \| \| \| \| \| \| \| \| \| \| \| \| \| \| \| \| \| \| \| \| \| \| \| \| \| \| \| \| \| \| \| \| \| \| \| \| \| \| \| \| \| \| \| 25. Gertrude Fortescue \| \| \| \| \| \| \| \| \| \| \| \| \| \| \| \| \| \| \| \| \| \| \| \| \| \| \| \| \| \| \| \| \| \| \| \| \| \| \| \| \| \| \| \| \| \| \| \| \| \| \| \| \| \| 6. Sir John Drake \| \| \| \| \| \| \| \| \| \| \| \| \| \| \| \| \| \| \| \| \| \| \| \| \| \| \| \| \| \| \| \| \| \| \| \| \| \| \| \| \| \| \| \| \| \| \| \| \| \| \| \| \| \| 26. William Button của Alton \| \| \| \| \| \| \| \| \| \| \| \| \| \| \| \| \| \| \| \| \| \| \| \| \| \| \| \| \| \| \| \| \| \| \| \| \| \| \| \| \| \| \| \| \| \| \| \| \| \| \| \| \| \| 13. Dorothy Button \| \| \| \| \| \| \| \| \| \| \| \| \| \| \| \| \| \| \| \| \| \| \| \| \| \| \| \| \| \| \| \| \| \| \| \| \| \| \| \| \| \| \| \| \| \| \| \| \| \| \| \| \| \| 27. Mary Kelway \| \| \| \| \| \| \| \| \| \| \| \| \| \| \| \| \| \| \| \| \| \| \| \| \| \| \| \| \| \| \| \| \| \| \| \| \| \| \| \| \| \| \| \| \| \| \| \| \| \| \| \| \| \| 3. Elizabeth Drake \| \| \| \| \| \| \| \| \| \| \| \| \| \| \| \| \| \| \| \| \| \| \| \| \| \| \| \| \| \| \| \| \| \| \| \| \| \| \| \| \| \| \| \| \| \| \| \| \| \| \| \| \| \| 28. Sir Henry Boteler của Hatfield Woodhall \| \| \| \| \| \| \| \| \| \| \| \| \| \| \| \| \| \| \| \| \| \| \| \| \| \| \| \| \| \| \| \| \| \| \| \| \| \| \| \| \| \| \| \| \| \| \| \| \| \| \| \| \| \| 14. John Boteler, Nam tước Boteler của Bramfield thứ nhất \| \| \| \| \| \| \| \| \| \| \| \| \| \| \| \| \| \| \| \| \| \| \| \| \| \| \| \| \| \| \| \| \| \| \| \| \| \| \| \| \| \| \| \| \| \| \| \| \| \| \| \| \| \| 29. Catherine Waller \| \| \| \| \| \| \| \| \| \| \| \| \| \| \| \| \| \| \| \| \| \| \| \| \| \| \| \| \| \| \| \| \| \| \| \| \| \| \| \| \| \| \| \| \| \| \| \| \| \| \| \| \| \| 7. Elizabeth Boteler \| \| \| \| \| \| \| \| \| \| \| \| \| \| \| \| \| \| \| \| \| \| \| \| \| \| \| \| \| \| \| \| \| \| \| \| \| \| \| \| \| \| \| \| \| \| \| \| \| \| \| \| \| \| 30. Huân tước George Villiers của Brokesby \| \| \| \| \| \| \| \| \| \| \| \| \| \| \| \| \| \| \| \| \| \| \| \| \| \| \| \| \| \| \| \| \| \| \| \| \| \| \| \| \| \| \| \| \| \| \| \| \| \| \| \| \| \| 15. Elizabeth Villiers \| \| \| \| \| \| \| \| \| \| \| \| \| \| \| \| \| \| \| \| \| \| \| \| \| \| \| \| \| \| \| \| \| \| \| \| \| \| \| \| \| \| \| \| \| \| \| \| \| \| \| \| \| \| 31. Audrey Saunders \| \| \| \| \| \| \| \| \| \| \| \| \| \| \| \| \| \| \| \| \| \| \| \| \| \| \| \| \| \| \| \| \| \| \| \| \| \| \| \| \| \| \| \| \| \| \| \| \| \| \| \| |                                                           |  |  |  |  |  |  |  |  |  |  |  |  |  |  |  |
| |                                                           |  |  |  |  |  |  |  |  |  |  |  |  |  |  |  |
| | 16. Matthew Churchill của Bradford                        |  |  |  |  |  |  |  |  |  |  |  |  |  |  |  |
| |                                                           |  |  |  |  |  |  |  |  |  |  |  |  |  |  |  |
| |                                                           |  |  |  |  |  |  |  |  |  |  |  |  |  |  |  |
| | 8. Jasper Churchill                                       |  |  |  |  |  |  |  |  |  |  |  |  |  |  |  |
| |                                                           |  |  |  |  |  |  |  |  |  |  |  |  |  |  |  |
| |                                                           |  |  |  |  |  |  |  |  |  |  |  |  |  |  |  |
| | 17. Alice Gould                                           |  |  |  |  |  |  |  |  |  |  |  |  |  |  |  |
| |                                                           |  |  |  |  |  |  |  |  |  |  |  |  |  |  |  |
| |                                                           |  |  |  |  |  |  |  |  |  |  |  |  |  |  |  |
| | 4. John Churchill                                         |  |  |  |  |  |  |  |  |  |  |  |  |  |  |  |
| |                                                           |  |  |  |  |  |  |  |  |  |  |  |  |  |  |  |
| |                                                           |  |  |  |  |  |  |  |  |  |  |  |  |  |  |  |
| | 18. John Chaplet của Herringston                          |  |  |  |  |  |  |  |  |  |  |  |  |  |  |  |
| |                                                           |  |  |  |  |  |  |  |  |  |  |  |  |  |  |  |
| |                                                           |  |  |  |  |  |  |  |  |  |  |  |  |  |  |  |
| | 9. Elizabeth Chaplet                                      |  |  |  |  |  |  |  |  |  |  |  |  |  |  |  |
| |                                                           |  |  |  |  |  |  |  |  |  |  |  |  |  |  |  |
| |                                                           |  |  |  |  |  |  |  |  |  |  |  |  |  |  |  |
| | 2. Huân tước Winston Churchill                            |  |  |  |  |  |  |  |  |  |  |  |  |  |  |  |
| |                                                           |  |  |  |  |  |  |  |  |  |  |  |  |  |  |  |
| |                                                           |  |  |  |  |  |  |  |  |  |  |  |  |  |  |  |
| | 20. Thomas Winston                                        |  |  |  |  |  |  |  |  |  |  |  |  |  |  |  |
| |                                                           |  |  |  |  |  |  |  |  |  |  |  |  |  |  |  |
| |                                                           |  |  |  |  |  |  |  |  |  |  |  |  |  |  |  |
| | 10. Huân tước Henry Winston của Standish                  |  |  |  |  |  |  |  |  |  |  |  |  |  |  |  |
| |                                                           |  |  |  |  |  |  |  |  |  |  |  |  |  |  |  |
| |                                                           |  |  |  |  |  |  |  |  |  |  |  |  |  |  |  |
| | 5. Sarah Winston                                          |  |  |  |  |  |  |  |  |  |  |  |  |  |  |  |
| |                                                           |  |  |  |  |  |  |  |  |  |  |  |  |  |  |  |
| |                                                           |  |  |  |  |  |  |  |  |  |  |  |  |  |  |  |
| | 22. Huân tước George Bond                                 |  |  |  |  |  |  |  |  |  |  |  |  |  |  |  |
| |                                                           |  |  |  |  |  |  |  |  |  |  |  |  |  |  |  |
| |                                                           |  |  |  |  |  |  |  |  |  |  |  |  |  |  |  |
| | 11. Dionise Bond                                          |  |  |  |  |  |  |  |  |  |  |  |  |  |  |  |
| |                                                           |  |  |  |  |  |  |  |  |  |  |  |  |  |  |  |
| |                                                           |  |  |  |  |  |  |  |  |  |  |  |  |  |  |  |
| | 23. Winifred Leigh                                        |  |  |  |  |  |  |  |  |  |  |  |  |  |  |  |
| |                                                           |  |  |  |  |  |  |  |  |  |  |  |  |  |  |  |
| |                                                           |  |  |  |  |  |  |  |  |  |  |  |  |  |  |  |
| | 1. John Churchill, Công tước Marlborough thứ nhất         |  |  |  |  |  |  |  |  |  |  |  |  |  |  |  |
| |                                                           |  |  |  |  |  |  |  |  |  |  |  |  |  |  |  |
| |                                                           |  |  |  |  |  |  |  |  |  |  |  |  |  |  |  |
| | 24. Huân tước Bernard Drake của Ashe                      |  |  |  |  |  |  |  |  |  |  |  |  |  |  |  |
| |                                                           |  |  |  |  |  |  |  |  |  |  |  |  |  |  |  |
| |                                                           |  |  |  |  |  |  |  |  |  |  |  |  |  |  |  |
| | 12. John Drake                                            |  |  |  |  |  |  |  |  |  |  |  |  |  |  |  |
| |                                                           |  |  |  |  |  |  |  |  |  |  |  |  |  |  |  |
| |                                                           |  |  |  |  |  |  |  |  |  |  |  |  |  |  |  |
| | 25. Gertrude Fortescue                                    |  |  |  |  |  |  |  |  |  |  |  |  |  |  |  |
| |                                                           |  |  |  |  |  |  |  |  |  |  |  |  |  |  |  |
| |                                                           |  |  |  |  |  |  |  |  |  |  |  |  |  |  |  |
| | 6. Sir John Drake                                         |  |  |  |  |  |  |  |  |  |  |  |  |  |  |  |
| |                                                           |  |  |  |  |  |  |  |  |  |  |  |  |  |  |  |
| |                                                           |  |  |  |  |  |  |  |  |  |  |  |  |  |  |  |
| | 26. William Button của Alton                              |  |  |  |  |  |  |  |  |  |  |  |  |  |  |  |
| |                                                           |  |  |  |  |  |  |  |  |  |  |  |  |  |  |  |
| |                                                           |  |  |  |  |  |  |  |  |  |  |  |  |  |  |  |
| | 13. Dorothy Button                                        |  |  |  |  |  |  |  |  |  |  |  |  |  |  |  |
| |                                                           |  |  |  |  |  |  |  |  |  |  |  |  |  |  |  |
| |                                                           |  |  |  |  |  |  |  |  |  |  |  |  |  |  |  |
| | 27. Mary Kelway                                           |  |  |  |  |  |  |  |  |  |  |  |  |  |  |  |
| |                                                           |  |  |  |  |  |  |  |  |  |  |  |  |  |  |  |
| |                                                           |  |  |  |  |  |  |  |  |  |  |  |  |  |  |  |
| | 3. Elizabeth Drake                                        |  |  |  |  |  |  |  |  |  |  |  |  |  |  |  |
| |                                                           |  |  |  |  |  |  |  |  |  |  |  |  |  |  |  |
| |                                                           |  |  |  |  |  |  |  |  |  |  |  |  |  |  |  |
| | 28. Sir Henry Boteler của Hatfield Woodhall               |  |  |  |  |  |  |  |  |  |  |  |  |  |  |  |
| |                                                           |  |  |  |  |  |  |  |  |  |  |  |  |  |  |  |
| |                                                           |  |  |  |  |  |  |  |  |  |  |  |  |  |  |  |
| | 14. John Boteler, Nam tước Boteler của Bramfield thứ nhất |  |  |  |  |  |  |  |  |  |  |  |  |  |  |  |
| |                                                           |  |  |  |  |  |  |  |  |  |  |  |  |  |  |  |
| |                                                           |  |  |  |  |  |  |  |  |  |  |  |  |  |  |  |
| | 29. Catherine Waller                                      |  |  |  |  |  |  |  |  |  |  |  |  |  |  |  |
| |                                                           |  |  |  |  |  |  |  |  |  |  |  |  |  |  |  |
| |                                                           |  |  |  |  |  |  |  |  |  |  |  |  |  |  |  |
| | 7. Elizabeth Boteler                                      |  |  |  |  |  |  |  |  |  |  |  |  |  |  |  |
| |                                                           |  |  |  |  |  |  |  |  |  |  |  |  |  |  |  |
| |                                                           |  |  |  |  |  |  |  |  |  |  |  |  |  |  |  |
| | 30. Huân tước George Villiers của Brokesby                |  |  |  |  |  |  |  |  |  |  |  |  |  |  |  |
| |                                                           |  |  |  |  |  |  |  |  |  |  |  |  |  |  |  |
| |                                                           |  |  |  |  |  |  |  |  |  |  |  |  |  |  |  |
| | 15. Elizabeth Villiers                                    |  |  |  |  |  |  |  |  |  |  |  |  |  |  |  |
| |                                                           |  |  |  |  |  |  |  |  |  |  |  |  |  |  |  |
| |                                                           |  |  |  |  |  |  |  |  |  |  |  |  |  |  |  |
| | 31. Audrey Saunders                                       |  |  |  |  |  |  |  |  |  |  |  |  |  |  |  |
| |                                                           |  |  |  |  |  |  |  |  |  |  |  |  |  |  |  |
| |                                                           |  |  |  |  |  |  |  |  |  |  |  |  |  |  |  |